# Atentado a la AMIA
El atentado a la AMIA fue un ataque terrorista con coche bomba que sufrió la Asociación Mutual Israelita Argentina (AMIA) en la Ciudad Autónoma de Buenos Aires el lunes 18 de julio de 1994. Dos años antes, en un atentado similar, fue volada la embajada de Israel en Argentina.
Con un saldo de 85 personas asesinadas y 300 heridas, algunas fuentes lo consideran el mayor atentado terrorista de la historia argentina.  Fue también el mayor ataque contra objetivos judíos ubicados fuera de Israel desde la Segunda Guerra Mundial. La comunidad judeoargentina con casi 300 000 personas, de las cuales más del 80 % vive en la Ciudad de Buenos Aires, es la sexta mayor del mundo.
En 2006, durante la presidencia de Néstor Kirchner y después de doce años de investigación, el fiscal especial a cargo de la investigación basado en informes de los servicios de inteligencia argentino, estadounidense e israelí, acusó formalmente, al gobierno de Irán de aquel entonces, de planificar el atentado y al partido Hezbolá del Líbano, de ejecutarlo. Dando crédito a la llamada pista iraní, consideró que el atentado fue resuelto en una reunión de los máximos integrantes del gobierno de Irán y fue llevada a cabo por la organización terrorista libanesa Hezbolá, que respondía al gobierno iraní. Irán, por su parte negó estar relacionado con el atentado. La justicia argentina imputó a ocho funcionarios iraníes y un ciudadano libanés de ser los autores, contra los que ordenó alertas rojas de captura de la Interpol que fueron aprobadas. Según la investigación, Argentina fue elegida como blanco del ataque tras la decisión del gobierno argentino de suspender un acuerdo de transferencia de tecnología nuclear a Irán. En septiembre de 2003, uno de los imputados, el exembajador iraní en la Argentina, Hadi Soleimanpour, fue detenido en Gran Bretaña, acusado de ser partícipe necesario, pero la justicia británica rechazó su extradición y fue liberado.
Durante los primeros años de investigación, la justicia argentina con apoyo de funcionarios del gobierno de Carlos Menem, encubrió el atentado armando una causa para imputar a expolicías de la provincia de Buenos Aires (que permanecieron casi una década presos) y llevarlos a juicio. El llamado "primer juicio" se inició en 2001 contra 22 acusados de ser la conexión local y haber facilitado la camioneta con explosivos. Durante el mismo (2001-2004) los presidentes Eduardo Duhalde y Néstor Kirchner eximieron a los agentes de inteligencia de su deber de guardar el secreto de las operaciones al momento de declarar como testigos, dejando al descubierto un amplio encubrimiento en el que habían participado el juez de la causa, dos de los tres fiscales, altos funcionarios del gobierno de Menem y los servicios de inteligencia. El 2 de septiembre de 2004 el tribunal dictó sentencia absolviendo a todos los acusados y ordenando su liberación. Como consecuencia del fallo fueron destituidos el juez de la causa Amia, Juan José Galeano, y dos de los tres fiscales, José Barbaccia y Eamon Mullen, por las supuestas irregularidades cometidas en la investigación, especialmente el pago ilegal de 400 mil dólares a Carlos Telleldin,  facilitador de la camioneta utilizada como coche bomba.
En 2004 el presidente Néstor Kirchner creó una fiscalía especial para el caso AMIA, conocida como UFI-AMIA, y designó para dirigir la misma al fiscal Alberto Nisman, el único de los tres fiscales no comprometido en el encubrimiento. En 2006 el fiscal Nisman, luego de reexaminar toda la causa y cruzar cerca de 300 millones de llamados telefónicos, aseguró tener nuevas pruebas. Entonces el nuevo juez de la causa por el atentado, Rodolfo Canicoba Corral, quien reemplazaba al juez Galeano, volvió a ordenar la captura de los siete exfuncionarios iraníes y un miembro operativo libanés del Hezbolá acusados por la fiscalía.
Desde entonces, los distintos gobiernos argentinos han requerido a Irán, sin éxito, la extradición de sus ciudadanos acusados por el ataque para ser juzgados por un tribunal argentino o extranjero.

En 2005 los fiscales Nisman y Marcelo Martínez Burgos informaron que el conductor suicida había sido identificado como Ibrahim Hussein Berro, pero doce años después el FBI realizó el análisis del ADN perteneciente al terrorista muerto en la AMIA y estableció que no pertenecía a Berro. Ese mismo año el juez Claudio Bonadío fue removido como titular de la causa AMIA por "falta de imparcialidad".

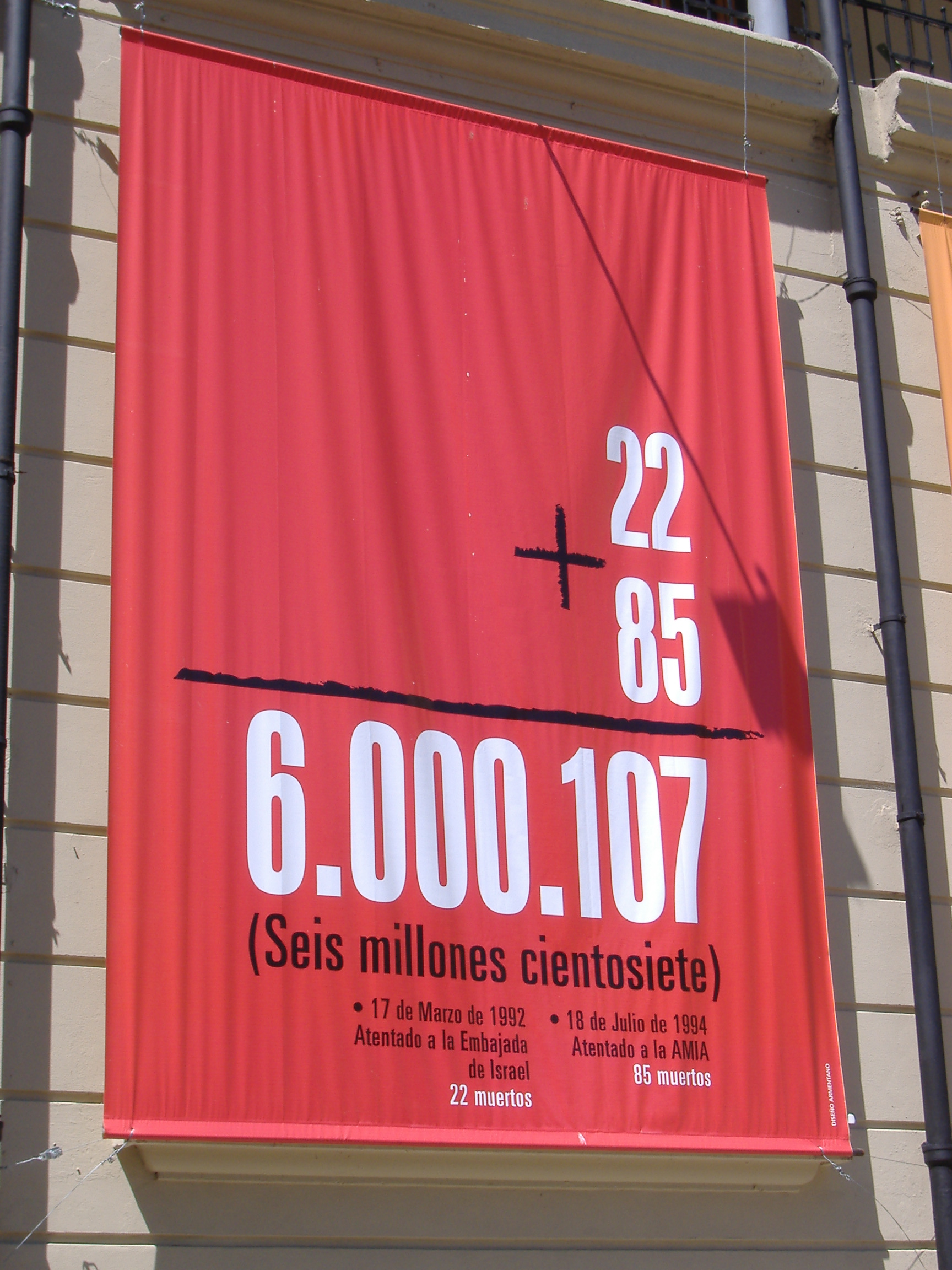
Bandera recordando los 6 000 000 de muertos en el holocausto judío y a los muertos en los atentados terroristas realizados en Buenos Aires de la Embajada de Israel y de la AMIA.

En 2013, el Congreso argentino ratificó un Memorándum de entendimiento Argentina-Irán, firmado por el gobierno argentino con el supuesto fin de destrabar la causa estableciendo un mecanismo para tomar declaración indagatoria a los iraníes acusados en su país. Sin embargo, en enero de 2015, el fiscal Nisman, presentó una denuncia contra la expresidenta Cristina Fernández de Kirchner, el excanciller Héctor Timerman y otros funcionarios, considerando que el Memorándum constituía parte de un plan delictivo orientado a encubrir a los iraníes acusados en la causa.
El lunes 18 de enero de 2015, horas antes de tener que presentarse ante el Congreso para informar sobre la denuncia presentada el miércoles anterior, y poco antes de iniciarse el juicio por encubrimiento (AMIA 2), Nisman fue encontrado muerto de un disparo en la cabeza en su departamento de Buenos Aires. En 2018, la Cámara Criminal y Correccional Federal afirmó que se trató de un asesinato, sin elevar la causa a juicio. La muerte de Nisman, cuya investigación aún no había concluido seis años después, al iniciarse 2021, ha estado en el centro de una fuerte disputa política, incluso entre las víctimas del atentado. Hacia 2022 la causa aún no había sido elevada a juicio y tiene un solo procesado, Diego Lagomarsino, subordinado de Nisman y propietario del arma que causó la muerte del fiscal.
En marzo de 2018 la Justicia dijo que debía elevarse a juicio la causa por encubrimiento  al firmar el Memorándum, pero nunca se llegó al juicio, en cambio, en octubre de 2021 el tribunal resolvió que el Memorándum no constituía un delito ni había formado parte de un delito porque era una decisión política, liberando de cargos a todas las personas señaladas. Lo jueces sobreseyeron a Cristina Kirchner por “inexistencia de delito” y decidieron que no habría juicio. El fallo fue apelado por los familiares de las víctimas..
Pocos meses después de la muerte de Nisman se inició el segundo juicio de la AMIA, preparado por Nisman, en el que el principal acusado era el expresidente Menem. El 28 de febrero de 2019 se dictó sentencia y fueron condenados por encubrimiento y corrupción el exjuez de la causa, Juan José Galeano, el exjefe de los servicios de inteligencia Hugo Anzorreguy, el reducidor de autos Carlos Telleldin y otros funcionarios del Estado argentino. El expresidente Carlos Menem y el expresidente de la DAIA, Rubén Beraja, fueron absueltos. Los exfiscales fueron condenados por incumplimiento de los deberes de funcionario público pero absueltos de los otros cargos.
En marzo de 2017 el jefe de la Unidad AMIA del Poder Ejecutivo, Mario Cimadevilla, denunció por corrupción y encubrimiento a su superior, el ministro de Justicia Germán Garavano, bajo la presidencia de Mauricio Macri.
En mayo de 2019 comenzó el tercer juicio, nuevamente contra Carlos Telleldín, acusado de ser partícipe necesario del atentado, por haber acondicionado y entregado al autor o autores directos del atentado, la camioneta Traffic que fue utilizada como coche bomba, que terminó el 23 de diciembre de 2020, con la absolución de culpa y cargo.
El 19 de julio de 2019, la Oficina del Tesoro de Estados Unidos anunció que un ciudadano colombiano, llamado Salman Raouf Salman, perteneciente a la organización libanesa Hezbolá, había sido el coordinador del atentado a la AMIA en 1994 y ofreció una recompensa de siete millones de dólares por información que permitiera detenerlo. El gobierno de Irán le ofreció una sepultura en el cementerio de los mártires a Imad Mugniyah, unos de los sospechosos con pedido de captura, publicó un sello postal en su memoria y le dio su nombre a una calle en Teherán.
En 2022 una investigación del Mossad afirmó que el gobierno de Irán fue el autor intelectual  que ordenó que se ejecutara el ataque, y "desliga a Irán de actuar con agentes operativos en el país en la realización de los ataques contra la AMIA y la Embajada". La investigación dice que Irán aprobó y financió los atentados, y suministró el entrenamiento y el equipo para ambos atentados, contra la AMIA y contra la embajada, que fue llevado a cabo por agentes operativos libaneses pertenecientes a Hezbolá. 
El informe israelí identificó a las personas que integraron el grupo operativo como Hassan Karaki, Talal Hamia y Muhammad Nur al-Din -este último muerto en la explosión-, todos ellos libaneses, razón por la cual Israel solicitó la detención internacional de los dos primeros.
En 22 de julio de 2022 el New York Times publicó una nota dando cuenta de un informe del Mossad sobre los atentados a la AMIA y a la embajada. Textualmente el artículo dice que «Dos ataques terroristas contra objetivos israelíes y judíos en Buenos Aires en la década de 1990 en los que murieron decenas de personas fueron llevados a cabo por una unidad secreta de Hezbolá cuyos agentes, contrario a las afirmaciones generalizadas, no fueron ayudados a sabiendas por ciudadanos argentinos ni asistidos en el terreno por Irán, según una investigación del Mosad, el servicio secreto de Israel... Aunque el Mosad enfatiza que la inteligencia israelí aún cree que Irán, que respalda a Hezbolá, aprobó y financió los atentados y suministró el entrenamiento y el equipo, las averiguaciones refutan las afirmaciones sostenidas por mucho tiempo por Israel, Argentina y Estados Unidos de que Teherán tuvo un papel operativo. También rebaten las sospechas en Argentina de que funcionarios locales y ciudadanos habían sido cómplices de los ataques.»  El artículo afirma también que «Sebastián Basso, el jefe de la unidad de investigación argentina que investiga el ataque al centro comunitario, dijo el jueves que Irán 'fue el autor intelectual' de la operación.»
En noviembre de 2022, el fiscal Sebastián Basso consideró que existían en la causa suficientes pruebas para imputar a cuatro nuevos sospechosos de haber actuado en el atentado y solicitó al juez que ordenara la captura internacional de los mismos a los fines de ser sometidos a declaración indagatoria. Seis meses después el juez aceptó el pedido y ordenó la captura internacional de cuatro nuevos imputados: Farouk Abdul Hay Omairi, Abdallah Salman (a) José Salman El Reda, Hussein Mounir Mouzannar y Alí Hussein Abdallah. En noviembre de 2023 Omairi fue localizado en la ciudad brasileña de Foz de Iguazú y el gobierno de ese país ofreció al gobierno argentino juzgarlo en Brasil, atento el hecho de que Omairi se ha nacionalizado brasileño.
En 2023, la AMIA recibió una amenaza de bomba. En 2023, en segunda instancia, la Cámara Federal de Casación revocó el sobreseimiento con el que Cristina Fernández de Kirchner se había beneficiado  y ordenó que fuera juzgada por el supuesto encubrimiento por el que la acusaba Alberto Nisman por el memorandum de entendimiento. Los familiares de las víctimas del atentado a la AMIA habían reclamado que se hiciera el juicio oral contra la ex presidenta.
En abril de 2024, la Justicia argentina confirmó que el gobierno de Irán fue el autor intelectual del atentado y quien ordenó que se ejecutara. La Cámara de Casación Penal dio por probado que Irán organizó la masacre y la calificó como un delito de lesa humanidad. Los jueces de segunda instancia, Carlos Mahiques, Diego Barroetaveña y Ángela Ledesma, fallaron que el atentado respondió a un designio político y estratégico de Irán que fuera ejecutado por la organización terrorista Hezbolá.
También en abril de 2024, 30 años después del atentado, en la causa sobre el encubrimiento (AMIA 2), la Cámara de Casación Penal, integrada por los jueces de segunda instancia, Carlos Mahiques, Diego Barroetaveña y Ángela Ledesma, al resolver sobre la apelaciones de los condenados, redujeron las penas del exjuez Juan José Galeano y el exjefe del servicio de Inteligencia Hugo Anzorreguy. En su voto, uno de los tres jueces del tribunal, Carlos Mahíques, consideró que “la motivación de ese atentado (no la única), y la del cometido dos años antes contra la sede de la embajada de Israel se originó principalmente en la decisión unilateral del gobierno argentino (motivado en un cambio de la política exterior del país operado entre fines de 1991 y mediados de 1992) de rescindir tres contratos de provisión de material y tecnología nuclear acordados con la República Islámica de Irán... El atentado de 1994 en Buenos Aires fue organizado, planificado, financiado y ejecutado bajo la dirección de las autoridades del Estado Islámico de Irán, en el marco de la Jihad Islámica, y con la intervención principal de la organización política y militar Hezbolá".
El 14 de junio de 2024, la Corte Interamericana de Derechos Humanos condenó a la Argentina por múltiples violaciones del Estado argentino en perjuicio de las víctimas del atentado y sus familiares, incluyendo haber sufrido discriminación y vulneración de los derechos a las garantías judiciales, a la protección judicial  y al acceso a la información. La demanda había sido realizada por la asociación civil Memoria Activa. La Corte impuso al Estado argentino catorce reparaciones, incluyendo el reconocimiento público de su responsabilidad; la realización y proyección nacional de un documental coordinado por las víctimas o sus familiares, sobre las violaciones constatadas y el impacto que tuvieron en las víctimas; la creación de un archivo histórico accesible a todo el público, sobre los hechos del atentado, la investigación, su encubrimiento y el rol de las asociaciones de víctimas, para  el  esclarecimiento de la verdad; la capacitación de los fiscales federales a la luz de las violaciones constatadas en el juicio; desclasificación de documentos secretos; pleno acceso a las víctimas a todos los procesos judiciales, investigaciones y  expedientes judiciales y administrativos relacionados; creación de un área específica de análisis de la totalidad de la documentación de inteligencia. La Corte concedió al Estado argentino un año para informar sobre las medidas adoptadas para cumplir la sentencia.
El 5 de diciembre de 2024 la Corte Suprema de Justicia declaró inadmisible el recurso extraordinario interpuesto por Cristina Fernández de Kirchner y otras diez personas contra la sentencia que revocó su sobreseimiento en la causa del Memorándum con Irán habilitando en consecuencia la elevación de la causa a juicio oral tal como lo resolvió la Sala I de la Cámara Federal de la Casación Penal en 2023.
En 2025, con cuatro de los acusados en altos cargos del gobierno iraní, la Unidad Fiscal AMIA solicitó que se aplicara un nuevo régimen procesal, que permitiría que se lleve a cabo el juicio en ausencia para diez imputados declarados rebeldes y con pedidos de captura internacional. El Juez Daniel Rafecas  habilitó la aplicación de la nueva ley que sancionaba la posibilidad de un juicio en ausencia para determinados casos penales de crímenes graves, lo que podría llegar a abrir las puertas para un juicio en ausencia. Irán protestó.

## Antecedentes

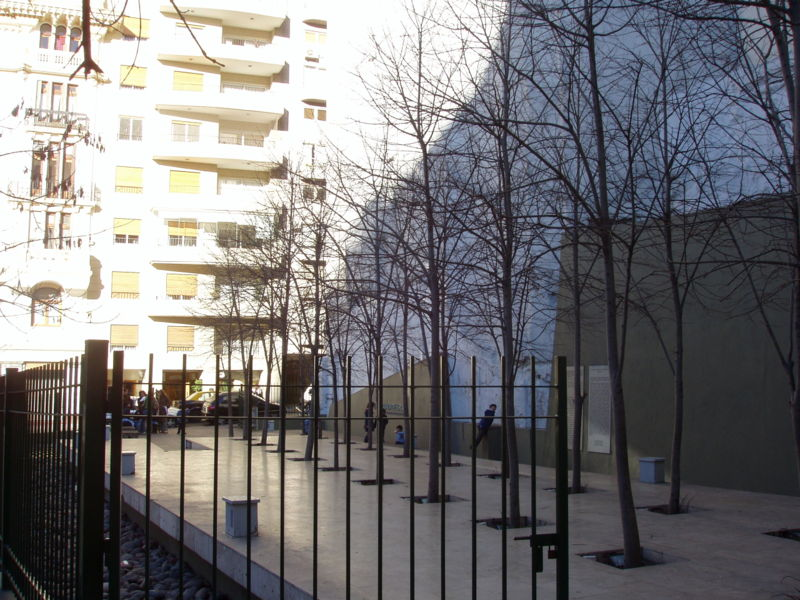
Dos años antes del atentado a la AMIA, se realizó otro atentado terrorista contra la embajada de Israel en Buenos Aires, con 22 personas asesinadas. Actualmente existe allí un memorial en el que cada árbol simboliza a cada una de las personas asesinadas.

En 1991 el presidente Carlos Menem, sin autorización del Congreso Nacional, ordenó la participación de Argentina en la Guerra del Golfo, enviando dos fragatas a combatir contra Irak bajo las órdenes de Estados Unidos.
El atentado contra la AMIA registra un antecedente inmediato que es el atentado a la embajada de Israel en Argentina, también ubicada en Buenos Aires, dinamitada con una bomba dos años antes el 17 de marzo de 1992, causando 22 muertos y más de doscientos heridos. Este atentado, por tratarse de una sede diplomática, fue investigado directamente por la Corte Suprema de Justicia de la Nación, que jamás terminó la investigación ni elevó la causa a juicio.
Al año siguiente del atentado a la AMIA, fue asesinado también en un atentado terrorista el primer ministro de Israel Isaac Rabin, quien estaba llevando adelante un exitoso proceso de paz en Medio Oriente por el que recibió el Premio Nobel de la Paz, junto a Shimon Peres y el líder palestino Yasir Arafat.
Los dos atentados cometidos en Argentina se produjeron mientras el gobierno del entonces presidente Carlos Menem, abastecía ilegalmente de armas a Croacia y Bosnia, estos últimos musulmanes apoyados por Irán, país que integraba con Argentina la red de contrabando de armas y explosivos durante las Guerras yugoslavas. Estas operaciones incluyeron la dinamitación de la Fábrica Militar de Armas de Río Tercero, en 1995, que destruyó gran parte de la ciudad y causó la muerte de siete personas y más de 300 heridas.

## El atentado y las víctimas

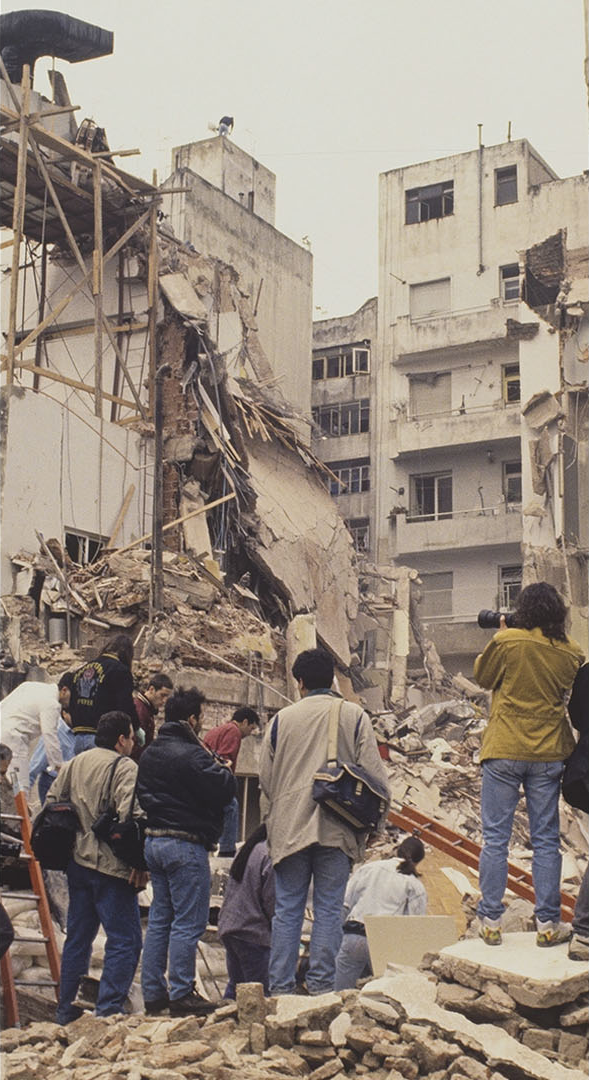
Restos del edificio destruido.

El lunes 18 de julio de 1994 a las 9:53, una bomba estalló en la sede de la Asociación de Mutuales Israelitas Argentinas (AMIA), ubicada en la calle Pasteur 633, en pleno barrio Once de la Ciudad de Buenos Aires, demoliendo el edificio y dañando seriamente los inmuebles cercanos, causando la muerte de 85 personas y más de 300 heridos.

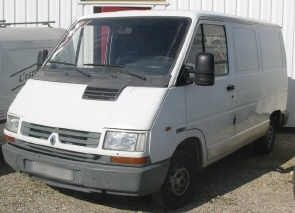
Las investigaciones demostraron que se utilizó una camioneta Renault Trafic blanca llena de explosivos para dinamitar el edificio de la AMIA.

El atentado sacudió a la sociedad argentina y especialmente a la de Buenos Aires. Miles de personas se acercaron al lugar para colaborar con las tareas de rescate, tanto de las víctimas, como de libros, documentos y esculturas que constituían una parte importante de la memoria de la comunidad judía argentina.
Hasta 2001 se había informado oficialmente que las víctimas fallecidas eran 86, a las que había que sumar otra persona más a la que se atribuía ser autora del atentado y haberse suicidado con la explosión. En 2001 se descubrió que una de las supuestas víctimas, Patricio Irala, había simulado su muerte para cobrar la indemnización por medio de su esposa.
Oficialmente la AMIA contabiliza 85 víctimas, pero en el listado solo menciona 84. La persona fallecida adicional se trata de un varón que no fue identificado, al que se le realizó la autopsia n.º 1766, que se encuentra en las fojas 208/211 del anexo de autopsias II del expediente judicial. El 10 de agosto de 2016, se identificó a esta víctima como «Augusto Daniel Jesús», un joven de 20 años que asistía junto a su madre a un curso para el cuidado de enfermos en la mutual.

### Organizaciones de familiares
Víctimas, sus familiares y amigos, fundaron tres organizaciones, Memoria Activa, Familiares y Amigos de Víctimas del Atentado contra la AMIA 18-J y Agrupación por el Esclarecimiento de la Masacre Impune de la AMIA (Apemia), con el fin de seguir la investigación judicial, preservar la memoria y difundir información.
Estas organizaciones se presentaron como querellantes en las causas judiciales y desempeñaron un papel crucial en el descubrimiento de las operaciones ilegales realizadas por la justicia argentina y los servicios de inteligencia, para encubrir el atentado.

## Investigación

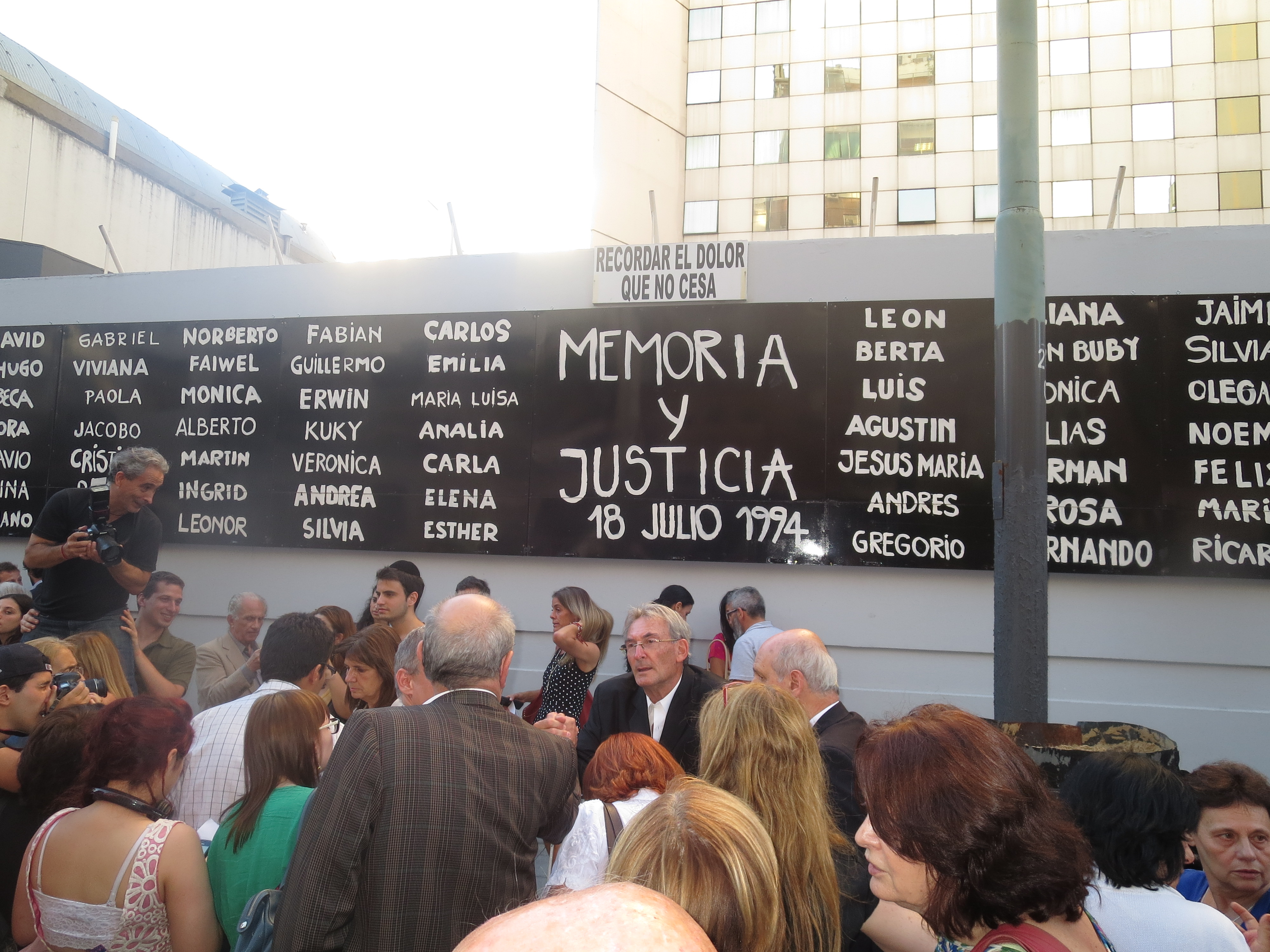
Frente del edificio de la AMIA reconstruido, con los nombres de 84 víctimas del atentado, sin incluir la que no fue identificada.

La investigación inicial quedó a cargo del fiscal federal Eamón Mullen y su adjunto José Barbaccia y del juez federal Juan José Galeano. La investigación de inteligencia, que ya se venía realizando desde antes del atentado, quedó en manos de Jaime Stiuso, en ese momento Jefe de Operaciones de Contrainteligencia de la SIDE, y Jorge Luis Lucas. En la Policía Federal estuvo a cargo el comisario Jorge Fino Palacios. Por su parte, Israel realizó una investigación a través de su agencia de inteligencia, el Mossad, que fue concluida en diciembre de 2021 y dada a conocer en julio de 2022 por el periodista israelí Ronen Bergman en el New York Times (ver Informe del Mossad de 2022).
La investigación judicial se realizó mediante dos causas, ambas a cargo del juez Galeano, la llamada "Causa AMIA" (n.º 1156) abierta el día del atentado, que tuvo como único detenido a Carlos Alberto Telleldín y la llamada "Causa Brigadas" (n.º 1598), abierta en octubre de 1995, en la que estuvieron varios años detenidos los policías bonaerenses Juan José Ribelli, Raúl Edilio Ibarra, Mario Roberto Bareiro, Anastasio Ireneo Leal, Bautista Alberto Huici, Jorge Rago, Alejandro Burguete, José Miguel Arancibia, Oscar Eusebio Basigalupo, Marcelo Gustavo Albarracín, Claudio Araya, Daniel Emilio Quinteros, Víctor Carlos Cruz. Las dos causas tramitaron en forma paralela hasta que en 1999 la Cámara ordenó acumular ambas causas. En 2004 el Tribunal Oral N.º 3, al pronunciar la sentencia, declaró la nulidad de la causa Brigadas.
El juez Galeano viajó a Venezuela para entrevistarse con un ex diplomático iraní de nombre Manoucher Motamer, quien le dio a Galeano los nombres de cuatro diplomáticos iraníes en Buenos Aires, a quienes señaló como los autores del atentado. Motamer sería luego señalado como agente de la CIA.
En 1995 se conformó una Comisión Especial Investigadora mediante la Resolución n.º 1501 de 1995 del Senado de la Nación.
Más tarde se conformó una Unidad Especial de Investigación que funcionaba en el ámbito de la Secretaría de Justicia y Asuntos Legislativos cuyo titular representaba al Poder Ejecutivo Nacional ante la Comisión Especial Investigadora, integrada por:
- El Departamento Unidad de Investigaciones Antiterroristas de la Policía Federal Argentina.
- La Dirección de Terrorismo Internacional y Delitos Trasnacionales de la Secretaria de Inteligencia de Estado.
- La División Antiterrorista de la Prefectura Naval Argentina.
- La División Coordinación de Actividades Antiterroristas de la Dirección Nacional de Gendarmería Nacional.
- El Departamento de Inteligencia de la Dirección Nacional del Servicio Penitenciario Federal.
- La Oficina Anticorrupción del Ministerio de Justicia y Derechos Humanos.

La Unidad Especial de Investigación presentó un informe en el que mostraba sus lineamientos para la investigación en los que sugerían profundizar las líneas de pesquisa que pudieran derivarse del informe de inteligencia titulado Temática: AMIA. La Conexión Internacional. El esclarecimiento del atentado terrorista y la individualización de sus autores, confeccionado por la Secretaría de Inteligencia en el marco de la investigación del atentado.
Para la investigación se autorizó el acceso a la documentación de la Secretaría de Inteligencia (SIDE), se ofreció una recompensa de tres millones de pesos, protección a los testigos, identidad reservada, amparo en la ley del arrepentido hasta incluso la conmutación de la pena a quien pudiera aportar información verídica para resolver el caso.
El 18 de julio de 1997, durante el acto en memoria de las víctimas al cumplirse el tercer aniversario del atentado, una de las familiares Laura Ginsberg, pronunció un duro discurso denunciando al entonces presidente Menem y al vicepresidente Eduardo Duhalde, de "encubrir la conexión local". El discurso obró como desencadenante de la división del grupo de familiares y víctimas y de la comunidad judía, ante el gobierno y la manera en que se estaba llevando adelante la investigación.
En 2001 se inició un juicio oral contra 22 acusados de ser la conexión local y haber facilitado la camioneta con explosivos, entre ellos el ex comisario de la Policía Bonaerense Juan José Ribelli y Carlos Telleldín.
El juicio contó la presencia de un observador de la Comisión Interamericana de Derechos Humanos (CIDH). El Estado sostuvo la acusación con los mismos fiscales de la investigación, Eamon Mullen, José Barbaccia y Nisman. Las víctimas y familiares se presentaron a través de dos querellas: una querella unificada de la AMIA, la DAIA y un Grupo de Familiares, y una querella independiente de Memoria Activa, que cuestionó la investigación y al juez Galeano. Apemia rechazó el juicio oral y lo consideró una maniobra de encubrimiento por parte del Estado argentino. El juicio finalizaría cuatro años después, con la absolución de todos los acusados y la orden de enjuiciar por encubrimiento al juez, a los fiscales que actuaron desde el inicio, al principal dirigente de la comunidad judía y a altos funcionarios del gobierno.
En 2008 el periodista estadounidense Gareth Porter realizó una amplia investigación sobre el atentado, entrevistando entre otros a los agentes del FBI de la embajada de Estados Unidos que asistieron a la Argentina en la investigación, concluyendo que nunca se encontró evidencia que implicara a Irán:

Luego de pasar varios meses entrevistando funcionarios de la embajada de Estados Unidos en Buenos Aires familiarizados con la investigación argentina, la cabeza del equipo del FBI que asistió la investigación y al investigador argentino independiente con mayor conocimiento del caso, encontré que nunca se encontró ninguna evidencia real que implicara a Irán en el bombardeo. Basado en estas entrevistas y en los registros documentales de la investigación, es imposible eludir la conclusión de que el caso contra Irán sobre el bombardeo de la AMIA provino desde un principio de la enemistad de Estados Unidos contra Irán, no del deseo de encontrar a los perpetradores reales.
Gareth Porter, 2008

En 2003, después de 9 años de investigación, la justicia argentina acusó formalmente al gobierno iraní de planificar el atentado y al Hezbolá de ejecutarlo, imputando a ocho funcionarios iraníes y un ciudadano libanés de ser los autores, contra los que ordenó alertas rojas de captura de la Interpol que fueron aprobadas. Según la investigación del juez Galeano, Argentina fue elegida como blanco del ataque tras la decisión del gobierno argentino de suspender un acuerdo de transferencia de tecnología nuclear a Irán.
Irán, como respuesta, ordenó la captura de cinco ciudadanos argentinos, Carlos Corach (Ministro del Interior), Rubén Beraja (dirigente de DAIA), Juan José Galeano (juez), Eamon Mullen y José Barbaccia (fiscales).
En septiembre de 2003, uno de los imputados iraníes, el exembajador Hadi Soleimanpour, fue detenido en Gran Bretaña, pero luego de ser examinado su caso, Gran Bretaña concluyó que no había pruebas para detenerlo, negándose a acatar el fallo argentino, rechazando la extradición y ordenando su liberación.
En diciembre de 2003 el Juez Galeano fue apartado de la causa.
El 2 de septiembre de 2004 el tribunal dictó sentencia absolviendo a todos los acusados argentinos del juicio oral. También ordenó investigar a Carlos Telleldín, quien permaneció encarcelado, acusado de cobrar una recompensa de 400 mil dólares para involucrar a policías bonaerenses, y las irregularidades de algunos funcionarios y dirigentes, entre ellos el expresidente Carlos Menem, el juez Juan José Galeano, por haber habilitado el pago a Telleldín, el presidente de la Delegación de Asociaciones Israelitas Argentinas (DAIA), Ruben Beraja, y el comisario Jorge "Fino" Palacios, quien anuló la investigación por serias irregularidades y delitos cometidos durante la misma, absolvió a los acusados y mandó a investigar por encubrimiento del atentado al juez que investigó la causa, Juan José Galeano, y a los fiscales Mullen y Barbaccia.
El 28 de junio de 2013, la Cámara Federal ordenó al juez Ariel Lijo investigar al exministro del Interior Carlos Corach por el encubrimiento del atentado, en relación con el pago ilegal de 400 000 dólares al acusado Carlos Telleldín y el desvío de la llamada pista siria.
En diciembre de 2016 quedó demostrado que se usó una camioneta Trafic para la explosión al comprobarse que las esquirlas extraídas de los cuerpos de las víctimas eran partes de la camioneta blanca, y se descartaron definitivamente las hipótesis de que el explosivo estaba en el volquete que estaba frente al edificio, la hipótesis de la implosión, la hipótesis de que la bomba ingresó al edificio de Pasteur 633 en los materiales de construcción con los que se trabajaba en el lugar o la de que se plantaron el motor y los restos de la camioneta para armar una escena.

### Hipótesis de la investigación

#### Ibrahim Hussein Berro y Hezbolá
En 2003 la Secretaría de Inteligencia de Estado (SIDE), con la colaboración del FBI, el Mossad (servicio secreto israelí) y otros servicios europeos elaboró un informe donde decía que el autor del ataque era un ciudadano apellidado Berro, Brru o Borro, que ingresó en el país desde la Triple Frontera junto con Ahmed Saad. Hezbolá por su parte no se atribuyó el atentado y negó haber estado relacionado con el mismo.
En 2005 los fiscales Alberto Nisman y Marcelo Martínez Burgos informaron que el conductor suicida había podido ser identificado como Ibrahim Hussein Berro. Berro era un militante de Hezbolá de 21 años, cuyos hermanos -entrevistados por Nisman- sostenían que había muerto en combate en el Líbano meses después del atentado a la AMIA, hecho que fue anunciado por Radio Nur del Líbano.
El dato debía ser confirmado mediante análisis de ADN de uno de los hermanos de Berro y los restos humanos sin identificar recogidos en la AMIA, tarea que se encontraba pendiente desde 2005. Los estudios de ADN sobre el sospechoso se demoraron y recién fueron ordenados en 2016. Los estudios fueron encargados al FBI, que concluyó los mismos con resultado negativo en noviembre de 2017, estableciendo que los restos hallados en la AMIA no corresponden a Ibrahim Berro, rechazando la hipótesis sobre el conductor suicida libanés y haciendo que se caiga, al menos temporalmente, una de las principales hipótesis que había formulado Nisman.

#### Irán
En 2006, el Estado argentino acusó oficialmente al gobierno de Irán por el atentado y volvió a realizar un pedido de captura internacional a Interpol para ocho exfuncionarios iraníes, que habrían actuado en la ejecución del atentado.
También se tomó en cuenta un cablegrama de la Cancillería argentina, dos meses antes del atentado, avisando a la Secretaría de Inteligencia, sobre una represalia con la que Hezbolá amenazó a Argentina por el secuestro de Moustapha Dirani en el Líbano, cuando el Sheik Fadlallah aseguró que «la resistencia tiene mucho oxígeno, el enemigo ha dicho que tiene la mano muy larga pero los combatientes musulmanes han probado luego del asesinato de Abbas Mussaui, que sus manos pueden llegar a la Argentina. El frente se ha extendido a todo el mundo y la batalla se desarrollará a lo largo del tiempo».
En 2022, un informe del Mossad sobre el ataque, concluyó que las autoridades de Irán habían financiado y aprobado el atentado, pero no tuvieron agentes operativos en Argentina (ver Informe del Mossad de 2022).

#### Pista siria
Previamente, otras personas plantearon distintas hipótesis, como la llamada "pista siria". Carlos Escudé sostuvo que fue un atentado contra el presidente Carlos Menem al cancelar el proyecto de venta de reactores nucleares a Siria y del misil Cóndor, que fue vendido a Egipto y que, según Escudé, habría indicios que apuntan a Siria como país desde el que se planificó el atentado a la AMIA.
En el segundo juicio por el encubrimiento de la AMIA, el expresidente de la DAIA Rubén Beraja -uno de los acusados por encubrir el atentado- alegó que la "pista siria" había sido un invento de uno de los principales jefes del servicio de inteligencia Jaime Stiuso. En 2016 el juez Ariel Lijo, fue separado de la causa por desviar la investigación de la "pista siria".
El 17 de mayo de 2016 el juez Ariel Lijo fue separado de la causa AMIA 2, a pedido de las querellas, con críticas por parte de la Cámara de Apelaciones en lo Criminal y Correccional Federal, sobre la intención del juez de no investigar la llamada "pista siria". En su resolución los camaristas sostienen que la investigación judicial abordaba el caso como una "maniobra global” que lleva a "desviar la línea de investigación que involucraba a Alberto Jacinto Kanoore Edul con el objeto de beneficiarlo". Posteriormente, el juicio por el encubrimiento atentado a la AMIA, que tiene como acusado a la máxima autoridad de la comunidad judía de aquel entonces, Ruben Beraja, extitular de la DAIA que investigarán el pago ilegal de 400.000 dólares a Telleldín para declarar contra policías bonaerenses e incriminarlos y por otro lado, y el encubrimiento de la llamada "pista siria". Paralelamente apareció como prueba un cable emitido a las pocas horas de producido el atentado, donde el gobierno del primer ministro israelí Yitzhak Rabin propuso al gobierno argentino de Carlos Menem coordinar una interpretación unificada de lo sucedido, que conviniera a los intereses políticos de ambas administraciones. Así se desprende de un cable emitido por el embajador argentino en Israel José María Valentín Otegui, a las 2:50 horas del 19 de julio de 1994.

#### Policía bonaerense
Durante la investigación del juez Galeano y los fiscales Mullen, Barbaccia y Nisman, se abrió la llamada "Causa Brigadas" que investigó una supuesta conexión interna con responsabilidad de la Policía Bonaerense, deteniéndose durante varios años a varios policías. Cuando se realizó el primer juicio por el atentado a la AMIA quedó probado que la hipótesis de investigación era falsa y tenía como objetivo encubrir el atentado, debido a lo cual el tribunal absolvió a los policías bonaerenses enjuiciados y ordenó su liberación. Hasta ahora, fueron detenidas varias personas, que resultaron liberadas en Argentina y Gran Bretaña. El proceso en Argentina fue desprolijo, con numerosas idas y venidas, y operaciones de encubrimiento. En el 2005 el presidente Néstor Kirchner llamó a estas investigaciones incompetentes sin resolver como una «deshonra nacional». El juez que llevaba adelante la causa, Juan José Galeano, fue destituido y dejó de investigarse la hipótesis de una conexión local que habría sido cómplice del atentado ya que involucraba a la policía de la Provincia de Buenos Aires, que había sido armada por el propio juez Galeano, con los fiscales, funcionarios del Estado y dirigentes de la comunidad judía.
Artículos de WikiLeaks sugirieron que la investigación en torno al atentado estuvo fuertemente influenciada por Estados Unidos.

#### Informe Cimadevilla
El 12 de septiembre de 2018, Mario Cimadevilla publicó un informe titulado "INF-AMIA: INForme de Disolución de la Unidad de Investigación AMIA", que había dirigido bajo la presidencia de Mauricio Macri desde diciembre de 2015 hasta su disolución el 5 de marzo de 2018.
El Informe Cimadevilla cuestiona los presupuestos sobre los que se orientó la investigación de la justicia argentina, tanto en la época que fue dirigida por el juez Juan José Galeano, como en la época en que la dirección recayó sobre el fiscal Alberto Nisman. Según el Informe la investigación "quedó amarrada a previas determinaciones de hipótesis de verdad..., afectada por la subordinación a los extranjeros y la subordinación a la geopolítica”. Sostuvo que "la pista iraní es débil" y aunque debe seguir siendo investigada, un grupo de expertos de servicios de inteligencia reunidos en 2016 por el gobierno argentino, recomendó "redirigir" la investigación. El Informe concluye que el encubrimiento del atentado continúa durante el gobierno de Macri, que la investigación se encontraba paralizada y que la justicia debiera orientarse también hacia la pista siria, la conexión con el tráfico de armas y el atentado que hizo explotar la Fábrica de Armas de Río Tercero en 1995.
Al difundir el informe, Cimadevilla declaró a la prensa que:

Yo entiendo que la pista iraní es muy débil, pero hay que investigarla. Pero así y todo, tanto Estados Unidos, como Israel prefieren que persista el manto de dudas sobre los iraníes, que realmente se avance a fondo para conocer si realmente tuvieron algo que ver. Y el Gobierno Nacional en esto, se coloca bajo la mirada que tiene Estados Unidos.

### Pedidos de captura. Detención y liberación de Soleimanpour

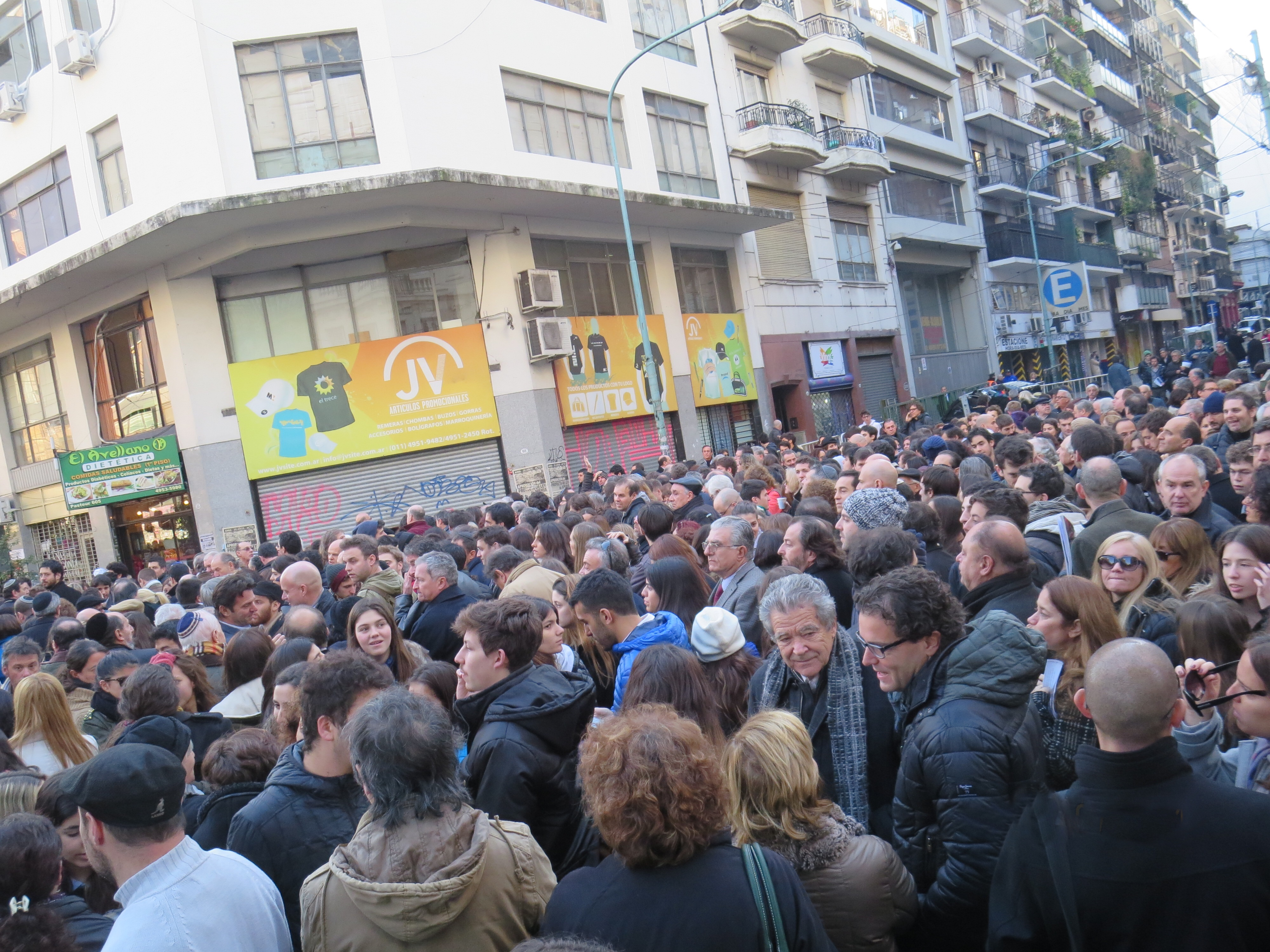
2014: cada año miles de personas se reúnen en el mismo día y horario en que explotó la bomba para rememorar el atentado.

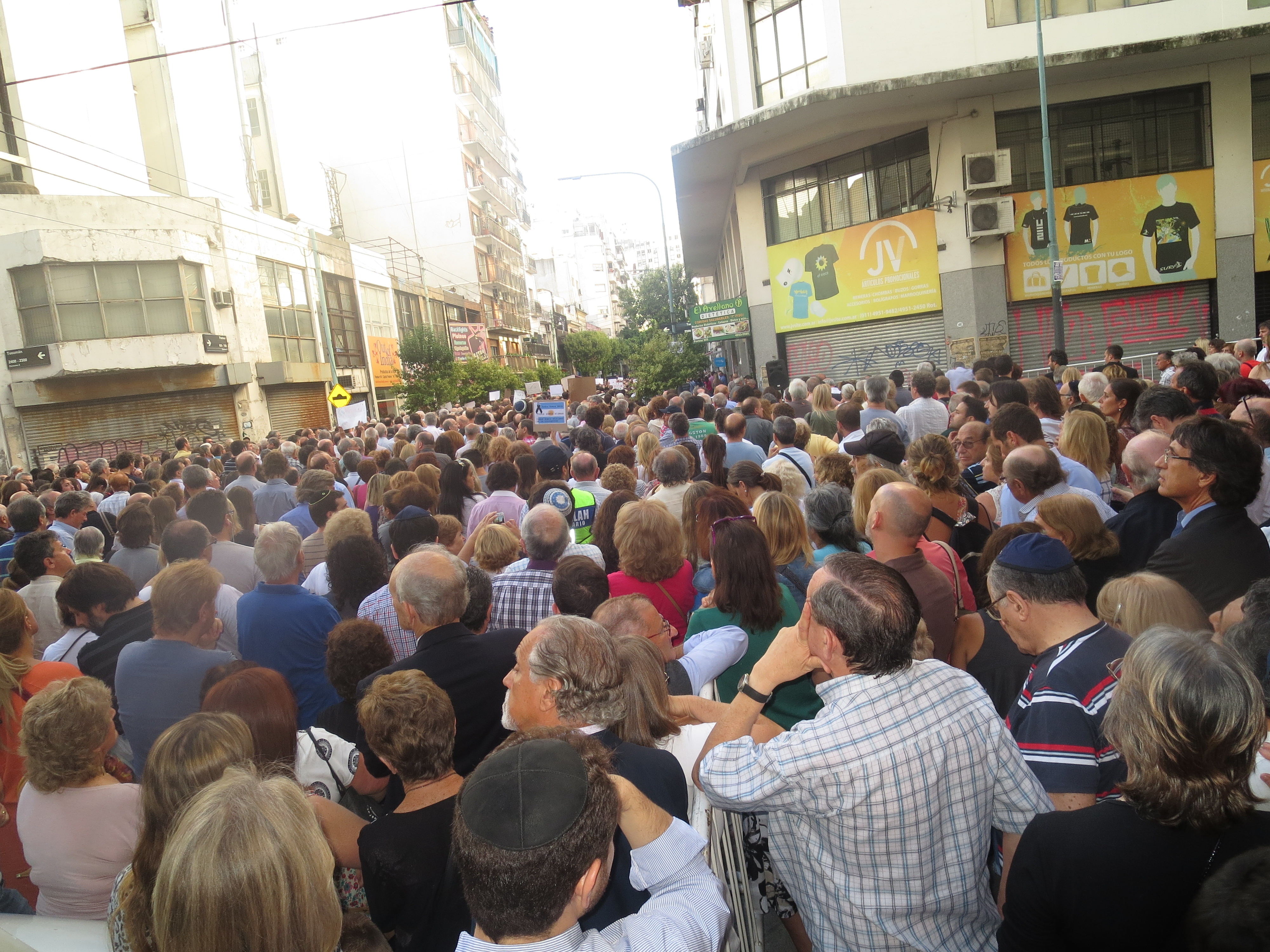
2015: 21 años después miles de personas se continúan reuniendo en el mismo lugar a la misma hora para recordar a los muertos y pedir justicia.

En marzo de 2003, los fiscales Barbaccia, Mullen y Nisman y el juez Galeano pidieron la captura internacional de varios funcionarios iraníes señalados como sospechosos: Moshen Rabbani, Barat Alí Balesh Abadi, Alí Fallahijan, Alí Akbar Parvaresh y Hadi Soleimapour. Interpol libró las órdenes internacionales de captura.
En septiembre de 2003, uno de los imputados, el exembajador Hadi Soleimanpour, fue detenido en Gran Bretaña, pero luego de ser examinado su caso, Gran Bretaña concluyó que no había pruebas para detenerlo, negándose a acatar el fallo argentino, rechazando la extradición y ordenando su liberación.
El fiscal general de Irán respondió a dicho pedido pidiendo a su vez la captura del juez Galeano y el fiscal del caso, afirmando que el pedido argentino carecía de fundamento jurídico y que se trataría de un delito ante la ley internacional.
El gobierno argentino rechazó de «manera categórica» las amenazas del gobierno de Irán frente al pedido de detención internacional a través de la Interpol que pesa sobre el expresidente Ali Bahramie Rafsanjani y otras ocho personas sospechadas de perpetrar el ataque terrorista contra la AMIA, y afirmó que las declaraciones formuladas por los funcionarios de Teherán «constituyen una injerencia en los asuntos internos de la República Argentina». El exjuez Juan José Galeano respondió que la decisión de Irán de avanzar en un pedido de captura internacional contra él y contra otros funcionarios judiciales argentinos que llevan la causa por el ataque contra la AMIA —el fiscal, Alberto Nisman— le parecía «una represalia, una actitud “compadrita” e irreflexiva».
El 3 de agosto del 2005, Galeano fue destituido de su cargo por la Corte Suprema de Justicia debido a las irregularidades que cometió cuando estuvo al frente de la causa. Entre otras irregularidades cabe mencionar el principal cargo en su contra: el pago secreto a Telleldín para que declarase contra policías bonaerenses en la causa. El tribunal oral absolvió a todos los acusados por el entonces magistrado y lo denunció penalmente.
El 25 de octubre de 2006 la fiscalía, con el nuevo fiscal y nuevas pruebas, volvió a acusar al gobierno de Irán y al Hezbolá como el ejecutor del atentado, solicitando al nuevo juez de la causa la renovación de los pedidos de captura, extendidos ahora a cinco funcionarios iraníes y un ciudadano libanés. Pocos días después el juez Rodolfo Canicoba Corral, ordenó la captura de ocho exfuncionarios iraníes y un miembro operativo libanés del Hezbolá con el fin de permitirles ejercer su derecho a realizar una declaración indagatoria, antes de resolver sobre su estatus procesal (procesamiento o sobreseimiento).
El 7 de noviembre de 2007, el Comité Ejecutivo de Interpol, luego de examinar el pedido de captura del juez de investigación argentino y las quejas de Irán respecto del mismo, ordenó librar circulares rojas para capturar a seis de las nueve personas imputadas:
- Imad Mugniyah (exjefe de Hezbolá)
- Ali Fallahijan (exjefe de inteligencia de Irán)
- Mohsen Rabbani (ex agregado cultural de Irán en Argentina)
- Ahmad Reza Asghari (ex tercer secretario de Irán en Argentina)
- Ahmad Vahidi (exjefe de la Fuerza Quds, el ministro de Defensa de Irán entre 2009 y 2013), acusado de ser el autor intelectual del atentado.
- Mohsén Rezaí (exjefe de la Guardia Revolucionaria iraní)[163]

Por la misma resolución Interpol dispuso suscribir las conclusiones de la Oficina de Asuntos legales del organismo, ordenando no librar circulares rojas de captura contra el expresidente de Irán Ali Rafsanjany, el exministro de Relaciones Exteriores Ali Akbar Velayati y el exembajador en Buenos Aires Hadi Soleimanpour.
Hacia julio de 2022 las circulares rojas de Interpol continuaban vigentes, pero en doce años no había sido detenida ninguna de las seis personas imputadas.
En 2022, un informe del Mossad sobre el ataque, concluyó que las autoridades de Irán habían financiado y aprobado el atentado, pero no tuvieron agentes operativos en Argentina. El informe israelí identificó a las personas que integraron el grupo operativo como Hassan Karaki, Talal Hamia y Muhammad Nur al-Din -este último muerto en la explosión-, todos ellos libaneses, razón por la cual Israel solicitó la detención internacional de los dos primeros.(ver Informe del Mossad de 2022).

## Los juicios

### Primer juicio
En 2001, luego de siete años de investigaciones realizadas por los fiscales federales Eamón Mullen, José Barbaccia y Alberto Nisman y el juez Juan José Galeano, la justicia argentina llevó a juicio a varios acusados de haber formado parte de la llamada "conexión local" que causó el atentado, entre los que se destacaban Carlos Telleldín y el comisario Juan José Ribelli.
El juicio se inició el 24 de septiembre de 2001, ante el Tribunal Oral Federal n.º 3, integrado por los jueces Gerardo Larrambebere, Miguel Pons y Guillermo Gordo, con la presencia de un observador de la Comisión Interamericana de Derechos Humanos (CIDH), exigida por Memoria Activa, a raíz de las sospechas planteadas por esa organización contra el Estado argentino.
Se trató de un juicio oral contra 22 acusados de ser la conexión local y haber facilitado la camioneta con explosivos, entre ellos el ex comisario de la Policía Bonaerense Juan José Ribelli y Carlos Telleldín.
El juicio contó la presencia de un observador de la Comisión Interamericana de Derechos Humanos (CIDH). Memoria Activa cuestionó la investigación y al juez Galeano. Apemia rechazó el juicio oral y lo consideró una maniobra de encubrimiento por parte del Estado argentino.
Durante el curso del juicio, la SIDE y la DAIA se opusieron a que se levantara la restricción para declarar sobre los agentes de inteligencia. Al levantarse las restricciones para declarar, quedó expuesto en el juicio una amplia operación para encubrir el atentado que involucraba al Poder Ejecutivo Nacional, la SIDE, el Poder Judicial, la Policía Federal y El presidente de la DAIA.
El 2 de septiembre de 2004 el tribunal dictó sentencia absolviendo a todos los acusados y ordenando investigar por encubrimiento a los funcionarios y dirigentes que quedaron expuestos durante el juicio, entre ellos el juez de la causa Juan José Galeano, los dos fiscales que investigaron el atentado desde el inicio Eamon Mullen y José Barbaccia, el exministro Carlos Corach, el exjefe de la SIDE Hugo Anzorreguy, el expresidente de la Delegación de Asociaciones Israelitas Argentinas (DAIA) Rubén Beraja y el juez Gabriel Cavallo. La sentencia además declaró la nulidad de la Causa Brigadas y de la declaración indagatoria de Telleldín, y con ello de gran parte de la causa AMIA. Pocos meses después, la causa contra el juez Cavallo sería archivada a pedido de los fiscales Gerardo Pollicita y Alberto Nisman. En 2009, la Corte Suprema en fallo dividido, confirmó la nulidad de la Causa Brigadas pero modificó la sentencia en lo relativo a la nulidad de la Causa AMIA, limitándola solo a aquellas actuaciones en las que el juez Galeano hubiera actuado con parcialidad, reabriendo de ese modo la causa con respecto a Telleldín.

### Segundo juicio (AMIA 2)
Luego de veintiún años del atentado, en agosto de 2015 comenzó el segundo juicio, esta vez contra trece personas procesadas por el fiscal Alberto Nisman por participación y encubrimiento del atentado a la AMIA, relacionados con la "conexión local":
- Carlos Menem, expresidente de Argentina (1989-1999).[173]
- Hugo Anzorreguy, exjefe de la Secretaría de Inteligencia del Estado (SIDE) durante el gobierno de Menem.[173]
- Juan Carlos Anchézar, exsubsecretario de la SIDE.[173]
- Patricio Finnen, exjefe de contrainteligencia de la SIDE.[173]
- Juan José Galeano, exjuez a cargo de la causa AMIA.[173]
- Eamon Mullen, exfiscal a cargo de la causa AMIA.[173]
- José Barbaccia, exfiscal a de cargo de la causa AMIA.[173]
- Rubén Beraja, expresidente de la DAIA.[173]
- Jorge Alberto Palacios, excomisario de la Policía Federal Argentina y exjefe de la Policía Metropolitana de Buenos Aires.[173]
- Carlos Castañeda, excomisario de la Policía Federal Argentina.[173]
- Carlos Telleldín, acusado de ser el entregador del coche bomba.
- Ana Boragni, esposa de Telleldín.[173]
- Víctor Stinfale, exabogado de Telleldín.[173]

Se los acusa de presionar indebidamente a funcionarios, encubrimiento, falsedad ideológica de documento público, violación de medios de prueba, abuso de autoridad, peculado, ofrecer sobornos, posible fabricación de pruebas, compartir información sensible con sospechosos, coacción y privación abusiva de la libertad agravada.
El juicio es dirigido y será sentenciado por el Tribunal Oral Federal 2, integrado por los jueces Jorge Luciano Gorini, Karina Perilli y Néstor Guillermo Costabel. En total actúan treinta y una querellas unificadas en seis cabezas: Memoria Activa (Asociación de amigos y familiares de las víctimas), 18J (Asociación de familiares), Apemia (Asociación de familiares), AMIA-DAIA, policías bonaerenses, Unidad AMIA (Estado argentino).
El 30 y 31 de marzo de 2017 renunciaron a sus cargos de querellantes de la Unidad AMIA del Poder Ejecutivo Nacional, los abogados Mariana Stilman y Ezequiel Strajman, quienes denunciaron que la renuncia estuvo motivada en las instrucciones verbales y presiones recibidas del ministro de Justicia y Derechos Humanos Germán Garavano, para limitar su accionar en el juicio y dejar de asistir a las audiencias. A raíz de estas acusaciones, se formuló una denuncia penal, que fue desestimada por inexistencia de delito. Ante los hechos, la asociación de víctimas del atentado Memoria Activa, publicó una carta abierta al presidente Macri sosteniendo que "lo que se busca desde el gobierno es encubrir a los encubridores que están siendo juzgados, desde agosto de 2015".
Se dictó sentencia el 28 de febrero de 2019. En el mismo fueron condenados por encubrimiento y corrupción el exjuez de la causa AMIA Juan José Galeano, el exjefe de los servicios de inteligencia Hugo Anzorreguy, Carlos Telleldin y otros altos funcionarios del Estado argentino. Los exfiscales fueron absueltos por todos los delitos por los que fueron acusados y condenados por el incumplimiento de los deberes de funcionario público, por el cual no habían sido requeridos. El fallo no se encuentra firme.
En abril de 2024, casi cinco años después del fallo de primera instancia la Cámara de Casación Penal (Carlos Mahiques, Diego Barroetaveña y Ángela Ledesma) redujo los alcances de la sentencia, absolviendo a Patricio Finnen (exjefe de contrainteligencia de la SIDE), reduciendo las penas del exjuez Galeano y el exjefe de Inteligencia Anzorreguy, y dejando sin efecto los cargos por encubrimiento de la "pista siria". En su fallo la Cámara reiteró que se trataba de un crimen de lesa humanidad. En esa misma oportunidad, el juez Mahiques, al fundamentar su voto, consideró que el gobierno de Irán fue el autor intelectual del atentado y quien ordenó que se ejecutara,  algo que ya se había sostenido también desde que Argentina pidió a Interpol la captura de varios funcionarios iraníes.

#### Reacciones
El fallo fue recibida con diferentes reacciones en Argentina. 
La asociación de víctimas y familiares Memoria Activa cuestionó y apeló el fallo por las bajas penas impuestas a los fiscales condenados, por haber absuelto al agente de inteligencia Patricio Finnen, y por haber absuelto de manera arbitraria a todos los involucrados en la pista siria. Memoria Activa consideró también que:

Es este, sin dudas, un grave retroceso en la causa y en el camino hacia lograr verdad y justicia. La responsabilidad de Irán, una hipótesis poco novedosa. Uno de los aspectos del fallo que mayor difusión pública tuvo fue el voto particular del juez Mahíques, el cual pretendió instalar que el atentado ya está resuelto, y que Irán y la organización Hezbollah son los responsables, cuando no hubo condena judicial alguna contra ellos. Esta hipótesis no es novedosa y no debe ser descartada. Sin embargo, debe resaltarse que fue precisamente el accionar delictivo de los encubridores el que impidió que la información de inteligencia en la que se sustenta esa acusación sea confirmada con prueba judicial suficiente para una condena penal. Ese mismo accionar encubridor explica que los dos juicios en los que se intentó determinar la responsabilidad de la supuesta “conexión local” del atentado terminaran en absoluciones. Otras consideraciones del juez Mahíques que fueron ampliamente difundidas tampoco son novedosas: el atentado fue declarado como delito de lesa humanidad en 2006.
Memoria Activa

Maximiliano Ferraro, lo calificó de «histórico» y recordó a Alberto Nisman: 

Un crimen de lesa humanidad, imprescriptible, que los argentinos no debemos olvidar. Como tampoco debemos olvidar el infame Pacto con Irán, ni el asesinato de Nisman. Estos pasos marcan la dirección correcta para conocer la verdad sobre los ataques terroristas en suelo argentino y sobre la complicidad de lo más oscuro de la política argentina como facilitadores y encubridores
Maximiliano Ferraro

Cristian Ritondo opinó aclarando:

Y pensar que hasta hace poco algunos celebraron pactos con aquellos que cometieron delitos de lesa humanidad
Cristian Ritondo

María Eugenia Talerico opinó que:

Irán Estado Terrorista que de la mano de Hezbollah ejecutaron el atentado a la Sede de AMIA en 1994. Delitos imprescriptibles y sus responsables, susceptibles de ser juzgados en cualquier lugar del mundo.
María Eugenia Talerico

Alejandro Finocchiaro expresó: 

Hoy la Cámara Federal de Casación Penal declaró a Irán estado terrorista atribuyéndole los atentados a la Embajada de Israel y a la Amia. Fallo histórico que confirma lo que todos sabíamos, excepto los kirchneristas

El presidente de la AMIA, Amos Linetzky, sostuvo que:

Estaba clara la responsabilidad de Hezbollah e Irán en los atentados terroristas. Irán tiene en la región una presencia que asusta. El fallo fue positivo. Venimos de tres décadas de impunidad, falta de respuestas y no tener un solo responsable por el peor ataque terrorista que sufrió el país. La angustia y la falta de respuestas es tremenda
Amos Linetzky

### Tercer juicio (AMIA 3)
El 8 de mayo de 2019 comenzó el tercer juicio sobre el atentado, esta vez volviendo a enjuiciar a Carlos Telleldín. El juicio es dirigido y será sentenciado por el Tribunal Oral Federal N.º 3 (TOF3), integrado por los jueces Andrés Basso, Javier Ríos y Fernando Canero.
Telleldín había sido acusado en la causa desde las primeras investigaciones y fue condenado como cómplice del encubrimiento del atentado que realizaron el juez Galeano, los fiscales Barbaccia y Mullen, junto a los servicios de inteligencia y altos funcionarios del gobierno del presidente Carlos Menem, motivo por el cual fue condenado a tres años y seis meses de prisión, en el segundo juicio por el atentado de la AMIA, finalizado pocos meses antes.
Telledín fue acusado de ser partícipe necesario del atentado, por haber acondicionado y entregado a los autores inmediatos, la camioneta Traffic que fue utilizada como coche bomba. En su defensa, Telleldín reconoció que entregó la camioneta a una persona con “acento extranjero”, pero sostuvo que desconocía que iba a ser utilizada en el atentado.
El 23 de diciembre de 2020 el tribunal dio a conocer su veredicto con la absolución de culpa y cargo de Telleldín.

## Síntesis de otros actos judiciales desde 2001

### Alertas rojas
En 2003, después de nueve años de investigación, la justicia de la etapa de investigación del sistema judicial argentino -institución diferente y previa a la justicia de enjuiciamiento-, acusó formalmente al gobierno iraní de planificar el atentado y al Hezbolá de ejecutarlo, imputando a ocho funcionarios iraníes y un ciudadano libanés, contra los que ordenó alertas rojas de captura de la Interpol que fueron aprobadas, de ser los autores. Según la investigación del juez Galeano, Argentina fue elegida como blanco del ataque tras la decisión del gobierno argentino de suspender un acuerdo de transferencia de tecnología nuclear a Irán.
En septiembre de 2003, uno de los imputados iraníes, el exembajador Hadi Soleimanpour, fue detenido en Londres, pero el Reino Unido rechazó su extradición a la Argentina y lo liberó.
Irán, como respuesta, ordenó la captura de cinco ciudadanos argentinos, Carlos Corach (Ministro del Interior), Rubén Beraja (dirigente de DAIA), Juan José Galeano (juez), Eamon Mullen y José Barbaccia (fiscales).

### Apartamiento de juez Galeano
En diciembre de 2003, el Juez Galeano fue apartado de la causa.
El 13 de septiembre de 2004 se creó una fiscalía especial para el caso AMIA, a cargo de la cual quedó designado Alberto Nisman, la llamada Unidad Fiscal AMIA.

### Apartamiento de juez Bonadío
Luego se inició una nueva causa por encubrimiento contra los funcionarios que se había ordenado investigar. En noviembre de 2005 fue separado el Juez Claudio Bonadío de este juicio, acusado de falta de imparcialidad. El entonces ministro de Economía, Domingo Cavallo, lo nombró como parte de un grupo de jueces que beneficiarían al presidente Menem, nombres los cuales le habría escrito otro ministro, el de Interior, Carlos Corach, en una servilleta. Allí se contenía una lista de jueces preparados para actuar según las órdenes y necesidades políticas de Menem, donde también figuraban otros jueces como Jorge Ballestero y Rodolfo Canicoba Corral. Bonadio fue reemplazado por el Juez Ariel Lijo.
En 2006 el nuevo fiscal designado en 1997, Alberto Nisman, luego de reexaminar toda la causa y cruzar cerca de 300 millones de llamados telefónicos, aseguró tener nuevas pruebas. El juicio finalizó con la absolución de todos los acusados y la revelación de un amplio encubrimiento en el que estaban involucrados el propio juez de la causa y dos de los tres fiscales, las más altas autoridades del país incluyendo al presidente de una de las principales organizaciones de la comunidad judía argentina Rubén Beraja, la policía y los servicios de informaciones. El fallo fue hecho público el 2 de septiembre de 2004, y la sentencia con los fundamentos del mismo dictada el 29 de octubre de ese mismo año.
Entonces el nuevo juez de la causa por el atentado, Rodolfo Canicoba Corral, quien reemplazaba al Juez Galeano, volvió a ordenar la captura de los ocho exfuncionarios iraníes y un miembro operativo libanés del Hezbolá acusados por la fiscalía.
El 7 de noviembre de 2007, Interpol ratificó las decisiones de la justicia argentina, y ordenó la emisión de circulares rojas para capturar a Mugniyah y cinco de los fugitivos iraníes, y llevarlos ante la justicia. Desde entonces, el gobierno argentino ha requerido a Irán la extradición de sus ciudadanos acusados por el ataque para ser juzgados por un tribunal argentino o extranjero, pero Irán se ha negado a acatar la orden de la justicia argentina.
El lunes 19 de enero de 2015 Alberto Nisman, debía presentarse ante el Congreso Nacional para presentar las supuestas evidencias, entre las que se encontraban escuchas telefónicas, pero el mismo día, a primeras horas de la madrugada, apareció muerto de un tiro calibre 22. Las hipótesis que se evalúan son suicidio, suicidio inducido o asesinato. La muerte del fiscal Nisman generó manifestaciones multitudinarias en todo el país.

### Separación del Juez Lijo
En mayo de 2016 la Cámara separó al juez Ariel Lijo de la causa por encubrimiento, haciendo lugar al reclamo de Memoria Activa, luego de que el juez sobreseyera a varios sospechosos. En agosto de 2016, 22 años después del atentado, se identificó a la última víctima del atentado.
En marzo de 2018, el exsecretario de la Unidad AMIA del ministerio de Justicia, Mario Cimadevilla, denunció al ministro Germán Garavano y otros funcionarios bajo su mando, por encubrimiento y corrupción en la causa AMIA 2.

### Denuncia contra Argentina en la CIDH
En 2003 Memoria Activa, el Centro de Estudios Legales y Sociales y el Centro por la Justicia y el Derecho Internacional (CEJIL), acusaron al juez Juan José Galeano y al estado argentino ante la Corte Interamericana de Derechos Humanos de la OEA por la pérdida y destrucción de pruebas relevantes.
El caso finalizó en 2005 con el reconocimiento formal del Estado argentino de su responsabilidad por la ausencia de medidas de prevención y el encubrimiento posterior del atentado contra la AMIA, reconocimiento formalizado por Decreto 81/2005 del presidente Néstor Kirchner.

### Denuncia contra Irán en las Naciones Unidas
El 25 de septiembre de 2007 el presidente de Argentina Néstor Kirchner denunció a Irán por su falta de colaboración para esclarecer el atentado en la AMIA, ante la 62.ª Asamblea General de las Naciones Unidas:

Esperamos que la República Islámica de Irán acepte y respete la decisión de la Justicia y colabore eficazmente... Estamos pidiendo que Irán cumpla. Nada más, pero tampoco nada menos... Hasta hoy lamentablemente La República Islámica de Irán no ha brindado una total colaboración pedida por la Justicia argentina para el esclarecimiento del hecho.

La denuncia fue duramente respondida por Irán a través del portavoz de su cancillería, Mohamed Ali Hoseini.
En 2022, un informe del Mossad sobre el ataque, concluyó que las autoridades de Irán habían financiado y aprobado el atentado, pero no tuvieron agentes operativos en Argentina (ver Informe del Mossad de 2022).

### Espionaje a familiares de las víctimas
En octubre de 2009, Sergio Burstein, líder de la comunidad judía que había liderado la oposición contra el nombramiento de Fino Palacios como jefe de Policía debido a sus conexiones con el atentado terrorista a la AMIA de 1994, denunció penalmente que estaba siendo espiado por la Policía de la Ciudad de Buenos Aires. Burstein denunció que estaba siendo amenazado y pidió custodia para su casa antes de saber que tenía los teléfonos intervenidos. Poco después, la justicia verificó que en efecto, Burnstein estaba siendo espiado, investigando a Fino Palacios y su sucesor Osvaldo Chamorro; un abogado de la policía Federal que se desempeñaba para el Ministerio de Educación de la Ciudad de Buenos Aires (Ciro James); y dos jueces de la Provincia de Misiones, entre otros. Esto llevó al descubrimiento de una estructura de espionaje paraestatal, con escuchas telefónicas ilegales que presuntamente habría empleado el gobierno de la Ciudad Autónoma de Buenos Aires para fines personales. Ciro Gerardo James, un abogado y miembro de la Policía Federal, fue detenido el 5 de octubre de 2009 acusado de realizar escuchas telefónicas ilegales por orden del ex comisario Jorge Alberto «Fino» Palacios, cuando la justicia le encontró, durante un allanamiento, dos aparatos para interferir teléfonos.
Sergio Burstein, una de las víctimas de espionaje declaró que la investigación duró muchos años, y que el fiscal Nisman contó que 'como viene la cosa, llegamos hasta Macri, no tengas ninguna duda. Éstos metieron una SIDE paralela en la Ciudad de Buenos Aires', me dijo, y apareció un papelito mostrando que Ciro James estaba contratado en el Ministerio de Educación (porteño) y estalló todo".

### Otras acusaciones

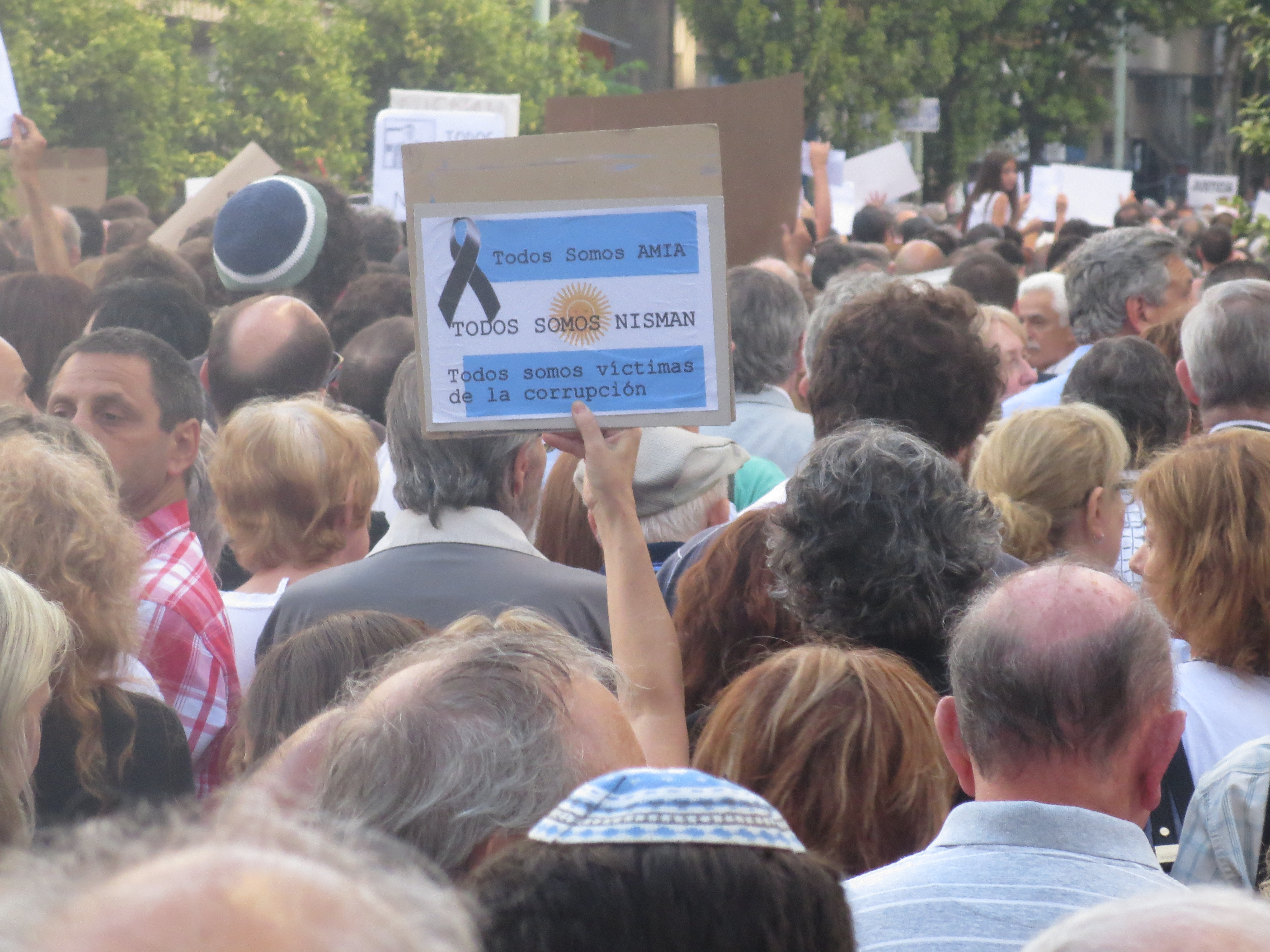
«Todos somos AMIA.»

El 24 de mayo de 2013, dos de los sospechosos iraníes acusados de planificar el atentado a la AMIA, Mohsén Rezaí y Alí Akbar Velayatí, fueron anunciados como candidatos para las elecciones presidenciales iraníes.
En mayo de 2013, el fiscal Alberto Nisman emitió un nuevo dictamen con más de 500 páginas acusando a Irán de infiltrarse en Sudamérica para establecer redes de inteligencia destinadas a cometer, fomentar y patrocinar actos terroristas en países como Brasil, Paraguay, Uruguay, Chile, Colombia, Guyana, Trinidad y Tobago y Surinam. También atribuyó al ex agregado cultural iraní en la Argentina, Moshen Rabbani, acusado por el ataque a la AMIA, la coordinación de la penetración en Sudamérica y especialmente en Guyana a través de su discípulo Abdul Kadir, quien fue sentenciado en 2010 a prisión perpetua por su responsabilidad en el frustrado atentado al aeropuerto de Nueva York. Respecto del ataque a la AMIA, Nisman reafirmó que no fue un hecho aislado, sino que fue «un engranaje, una parte de un entramado mucho mayor, dominado por una fuerte penetración iraní en la región».
En noviembre de 2022, el fiscal Sebastián Basso consideró que existían en la causa suficientes pruebas para imputar a cuatro nuevos sospechosos de haber actuado en el atentado y solicitó al juez que ordenara la captura internacional de los mismos a los fines de ser sometidos a declaración indagatoria. Seis meses después el juez aceptó el pedido y ordenó la captura internacional de cuatro nuevos imputados: Farouk Abdul Hay Omairi, Abdallah Salman (a) José Salman El Reda, Hussein Mounir Mouzannar y Alí Hussein Abdallah. En noviembre de 2023 Omairi fue localizado en la ciudad brasileña de Foz de Iguazú y el gobierno de ese país ofreció al gobierno argentino juzgarlo en Brasil, atento el hecho de que Omairi se ha nacionalizado brasileño.

## Acuerdo Argentina-Irán y Comisión por la verdad
El 27 de enero de 2013, el gobierno de Cristina Kirchner confirmó que firmó con el gobierno de Mahmud Ahmadineyad, el Memorándum de Entendimiento Argentina-Irán que incluía la creación de una Comisión de la Verdad con el objetivo de «avanzar en la investigación del atentado». El acuerdo contemplaba la creación de una comisión integrada por «cinco comisionados y dos miembros designados por cada país, seleccionados conforme a su reconocido prestigio legal internacional» y además señalaba que los mismos «no podrán ser nacionales de ninguno de los dos países».
El acuerdo quedaría firme una vez que sea aprobado tanto por el Poder Legislativo argentino como por el Parlamento iraní. A partir de eso el gobierno reflotó la pista siria poniendo en duda la investigación del fiscal Nisman.

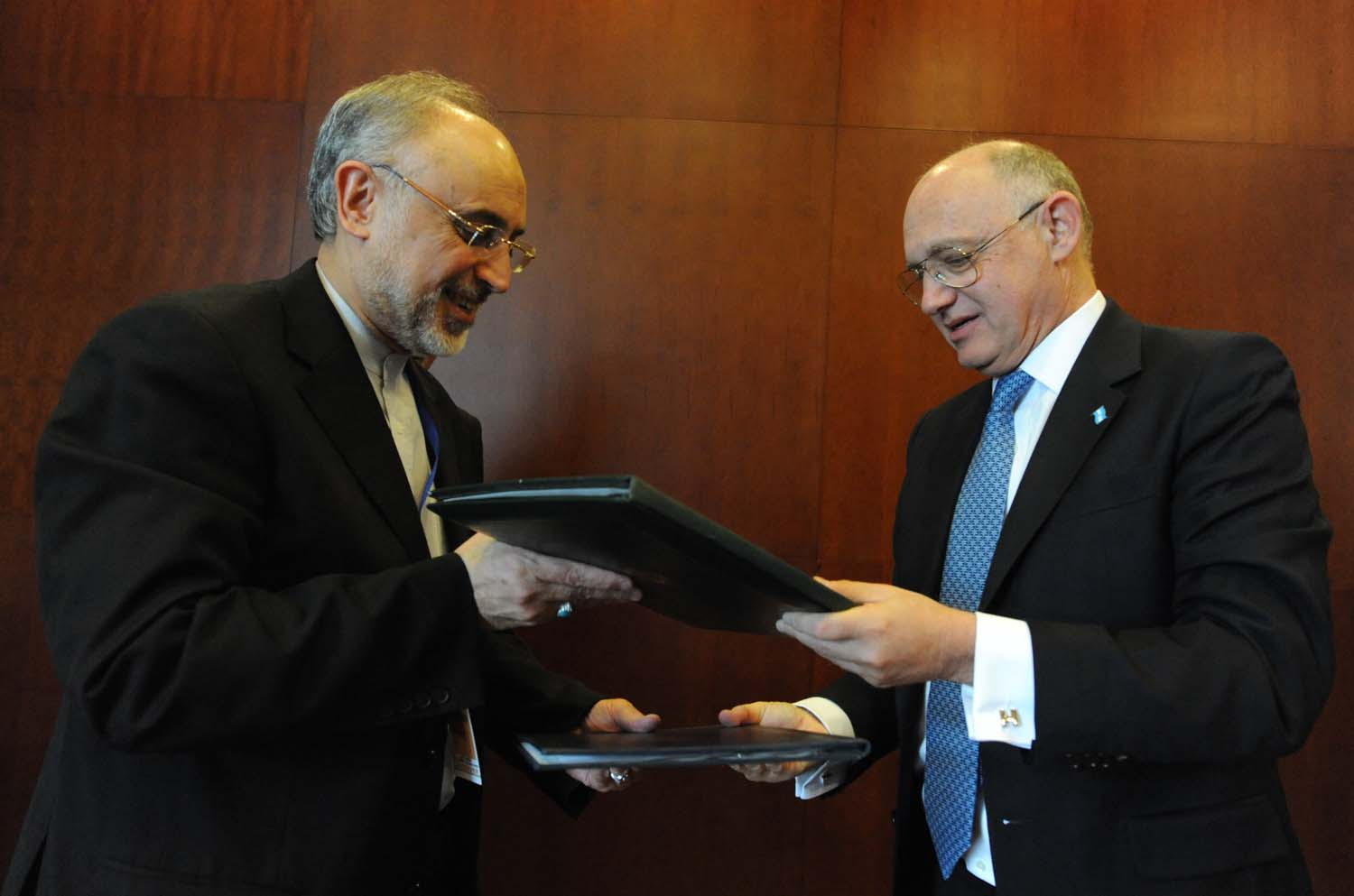
Ali Akbar Salehi y Héctor Timerman con el memorándum

La comunidad judía se opuso firmemente a través de sus dos principales entidades judías argentinas, la AMIA y la DAIA, y llevó el caso a los tribunales. La primera reacción de la agrupación Memoria Activa fue de rechazó pero después de una reunión con Héctor Timerman, cambiaron de opinión y lo apoyaron a pesar de que antes habían negado la posibilidad de la existencia de un pacto con Irán y habían tratado de mentiroso al periodista José Eliaschev al denunciarlo. Sergio Burstein, de la Agrupación 18J (Asociación de Familiares y Amigos de las Víctimas), quien había sido excluido de los actos de la AMIA por su cercanía con el gobierno kirchnerista y sus críticas a dirigentes de la comunidad judía, apoyó el acuerdo desde el principio firmemente. Ambos grupos vieron con optimismo el acuerdo, aunque la presidenta de Memoria Activa, Adriana Reisfeld, reconoció que tenía muchas dudas de que el acuerdo sirviera para algo y afirmó que el memorándum no era lo que ellos hubiesen querido porque decía que los ciudadanos iraníes serían indagados y no interrogados.
El acuerdo entre Irán y Argentina provocó una intensa polémica en la Argentina, dentro de la comunidad judía, y tuvo repercusión internacional.
El gobierno de Irán le ofreció una sepultura en el cementerio de los mártires a Imad Mugniyah, unos de los sospechosos con pedido de captura, publicó un sello postal en su memoria y le dio su nombre a una calle en Teherán.
Dos organizaciones de la comunidad judía, la DAIA y la AMIA, decidieron llevar el caso a los tribunales solicitando una acción de amparo. El fiscal de la causa AMIA, Nisman, también. El juez de la causa Canicoba Corral resolvió que el tratado era válido. El 21 de febrero de 2013 la Cámara de Senadores ratificó el memorándum y el 27 de febrero de 2013 hizo lo propio la Cámara de Diputados. En tanto el fiscal de la causa Alberto Nisman opinó:

En relación con la propuesta formulada por Teherán de mantener reuniones con su similar de Buenos Aires para discutir la futura cooperación en esta investigación, toda medida que implique una cooperación que tenga por objeto materializar y dar respuesta eficaz a los requerimientos formulados por la justicia argentina, esta Unidad Fiscal la recibe con beneplácito y la encuentra altamente constructiva.
Alberto Nisman

En mayo de 2014, la Cámara Federal declaró inconstitucional el memorándum.
El 18 de julio de 2014, al cumplirse 20 años del atentado, en un acto multitudinario, el vicepresidente de la AMIA, Thomas Saiegh, reclamó nuevamente la derogación del memorándum de entendimiento Argentina-Irán y exigió medidas concretas para conseguir la captura de los iraníes acusados del atentado. Ese mismo año el gobierno argentino advirtió a Corea del Sur, que de recibir a uno de los funcionarios iraníes sospechosos de haber actuado en el atentado, Argentina «solicitaría la inmediata aplicación del Tratado de Extradición».
El 11 de diciembre de 2015, se confirmó que la nueva gestión del Presidente recientemente electo Mauricio Macri dejaría caer el trámite que buscaba revocar la inconstitucionalidad de aquel pacto. Con esta decisión, el Memorándum con Irán ya no tendrá vigencia para ser aplicado. Este hecho fue celebrado tanto por la comunidad judía como oficialmente por el propio primer ministro israelí Benjamín Netanyahu.
En 2023, la Cámara de Casación ordenó que Cristina Kirchner fuera a juicio acusada de encubrimiento del ataque a la AMIA.

## Muerte del fiscal de la causa

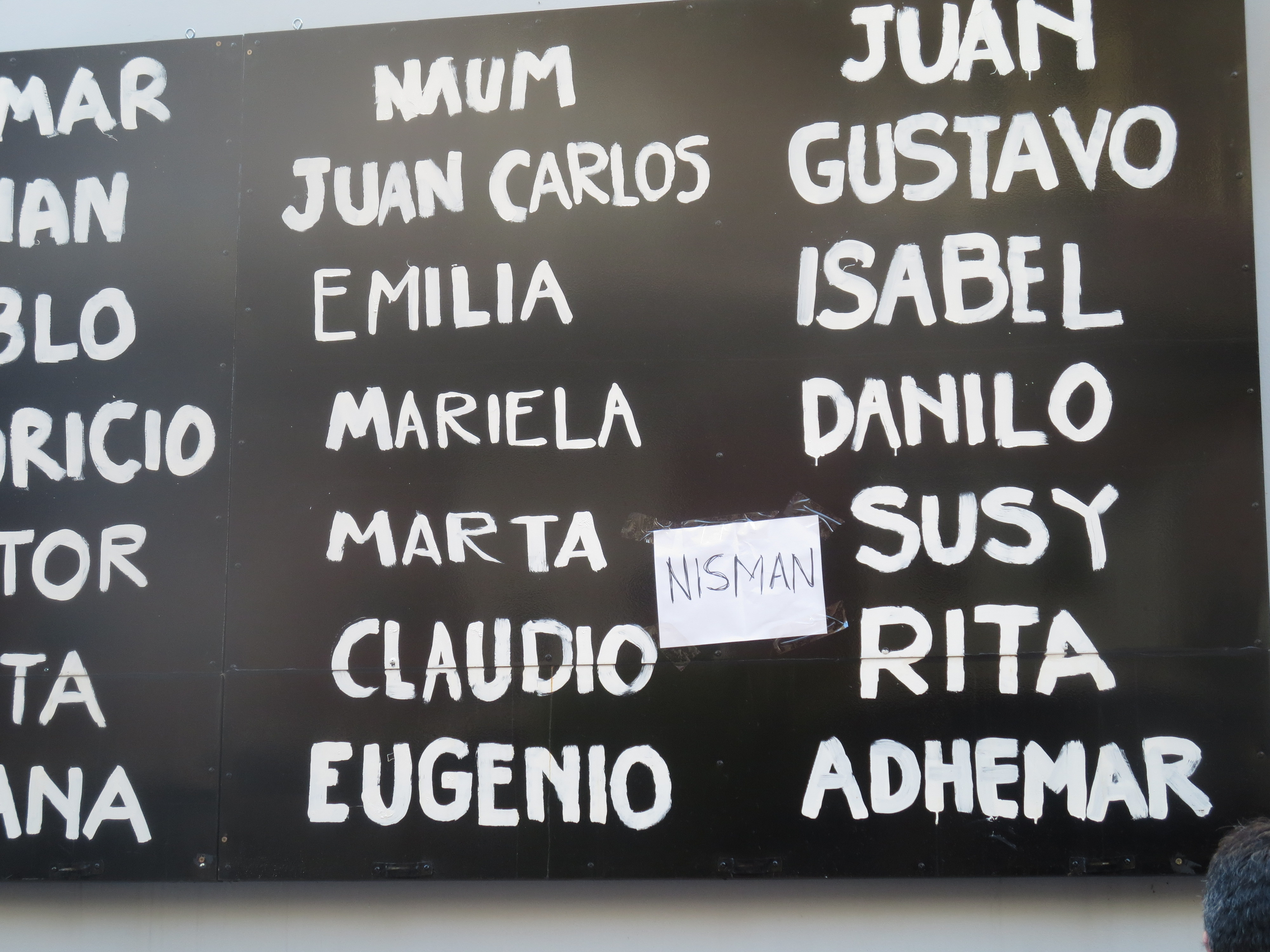
2015: el nombre del fiscal agregado a la lista de las víctimas de la AMIA.

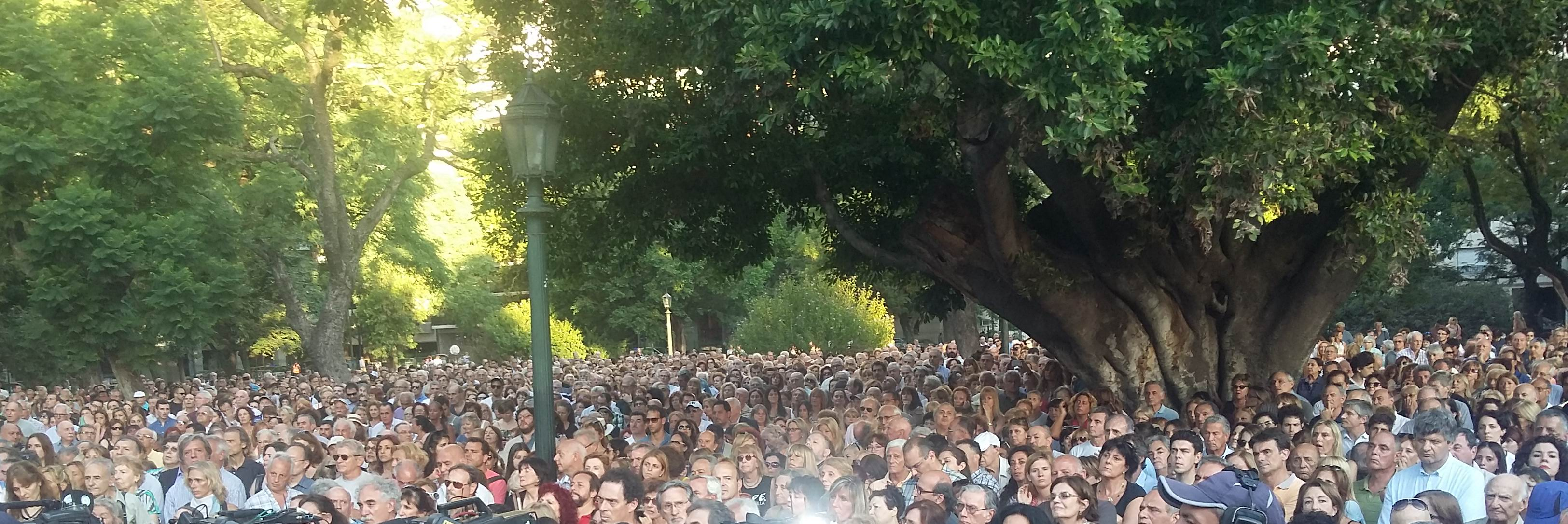
2016: conmemoración por un año de la muerte del fiscal Alberto Nisman en la que una multitud pide justicia por el atentado a la AMIA y por el esclarecimiento de la muerte del fiscal.

En 2010 el fiscal de la causa Alberto Nisman denunció al entonces juez de la causa AMIA, Claudio Bonadio, por amenazas y espionaje ilegal junto al funcionario macrista Fino Palacios y el exministro Carlos Corach. Ese mismo año Nisman también denunció al juez Bonadio por amenazas de muerte contra él y sus hijas Iara y Kala; con el fin de desplazarlo de la causa AMIA.
También en 2010 el fiscal Nisman pidió el procesamiento del entonces jefe de Gobierno de la Ciudad de Buenos Aires, Mauricio Macri, el jefe de Policía de la ciudad Fino Palacios y otros funcionarios, por el delito de espionaje ilegal contra un familiar de una de las víctimas del atentado a la AMIA, que fue resuelto positivamente por el juez de primera instancia y la cámara. Macri fue desprocesado en diciembre de 2015, luego de la muerte de Nisman y de ser elegido presidente de la Nación.
El 14 de enero de 2015, el fiscal Alberto Nisman, denunció a la presidenta de la Nación, Cristina Fernández de Kirchner por «decidir, negociar y organizar la impunidad de los prófugos iraníes en la causa AMIA con el propósito de fabricar la inocencia de Irán», junto al canciller Héctor Timerman, al diputado Andrés Larroque y al dirigente social Luis D'Elía, y pidió la indagatoria de todos ellos.
El lunes 19 de enero de 2015, Nisman apareció muerto en el baño de su casa, con un disparo en la sien causado por un arma de propiedad de un empleado de la fiscalía de nombre Diego Lagomarsino. Cinco años después, hasta marzo de 2020, la justicia aún no había podido determinar definitivamente si se trató de un suicidio, un suicidio inducido, o un asesinato.
La muerte del fiscal generó manifestaciones multitudinarias en todo el país. El 18 de enero de 2016, 22 años después del atentado terrorista y todavía sin ninguna persona condenada o encarcelada, se realizó una conmemoración al cumplirse un año de la muerte del fiscal Nisman en la que una multitud pidió justicia por el atentado a la AMIA y por el esclarecimiento de la muerte del fiscal.
Desde la muerte de Nisman, la Unidad Fiscal AMIA quedó a cargo de Sabrina Namer, Roberto Salum y Leonardo Filippini.
La muerte de Alberto Nisman es investigada como asesinato por la Justicia argentina. Según el expediente, fue sedado con ketamina y ejecutado por al menos dos personas.
En 2024, el gobierno argentino con  Javier Milei  como presidente recordó a Nisman el día de su muerte, atribuyendo su muerte a un homicidio  y publicó un comunicado que valoraba "su compromiso por el esclarecimiento del atentado sigue siendo un ejemplo para los argentinos ". La oficina del presidente celebró la "independencia judicial" que permitió el fallo en segunda instancia de a Cámara Federal de Casación que dio por probada la responsabilidad de Irán publicó lo siguiente:  “este avance significativo en el ámbito judicial pone de manifiesto los reiterados intentos del kirchnerismo por encubrir la responsabilidad de Irán y postergar este fallo histórico, traicionando a la Patria en el año 2013 con la firma del denominado ‘Memorándum de Entendimiento’, pacto que promovía y garantizaba la impunidad terrorista”.

## Denuncias por encubrimiento
El 12 de diciembre de 2015 el presidente Mauricio Macri creó una Secretaría de Estado para el seguimiento de las causas AMIA y Nisman y designó para dirigirla al exsenador de Chubut, Mario Cimadevilla, de la Unión Cívica Radical. Menos de dos años después, el gobierno consideraba que la Unidad AMIA ya había cumplido su ciclo y que no logró los resultados esperados, evaluando el cierre de la misma. En febrero de 2017 la gestión de la Unidad AMIA fue cuestionada por la asociación de familiares de víctimas de la AMIA Memoria Activa, y por la diputada de Cambiemos Elisa Carrió, imputándole al ministro Germán Garavano haber dejado caer la acusación contra dos exfuncionarios acusados de encubrir el atentado a la AMIA en el juicio AMIA 2.
El 5 de marzo de 2018, Macri eliminó la Secretaría de Estado para el seguimiento de las causas AMIA y Alberto Nisman, que había creado dos años antes. Al disolverse la Unidad, fue cesado también el funcionario que estaba a cargo de la misma, el radical Mario Cimadevilla.
Dos semanas después de dejar su cargo, el 22 de marzo de 2018 Mario Cimadevilla denunció por encubrimiento del atentado de la AMIA al ministro Garavano, al secretario de Justicia Santiago Otamendi, al exjefe de gabinete del Ministerio de Justicia, Esteban Conte Grand, y otros funcionarios por los delitos de encubrimiento del atentado a la AMIA, cohecho, abuso de autoridad, y violación de deberes de funcionario público. Cimadevilla afirmó en su denuncia que "el ministro Garavano fue el que pidió absolver a los fiscales de la causa AMIA", imputados por encubrir el atentado.

## Informe del Mossad de 2022

Emblema del Mossad

En 2022 la agencia de inteligencia Mossad de Israel, dio a conocer al periodista israelí Ronen Bergman, del New York Times, un informe escrito sobre los atentados a la AMIA y a la embajada de Israel en Buenos Aires, de 1992, quien a su vez publicó un resumen del mismo. El informe realiza un relato detallado de la forma en que se planearon los ataques y sostiene que el material para los explosivos ingresó contrabando a la Argentina en botellas de champú y cajas de chocolate.
El Mosad aclara que piensa que la operación fue realizada por el Hezbolá y que aún cree que Irán aprobó y financió los atentados, y entrenó al equipo, pero «las averiguaciones refutan las afirmaciones sostenidas por mucho tiempo por Israel, Argentina y Estados Unidos» de que Irán tuviera un papel operativo. La agencia israelí sostiene también que no hubo funcionarios ni ciudadanos argentinos cómplices de los ataques.

### Motivos y errores del Mossad
Según el informe, ambos atentados fueron ejecutados en venganza por las operaciones israelíes contra la milicia chiita en Líbano y para ello Hezbolá utilizó una infraestructura secreta que había preparado desde 1988, en Buenos Aires y otros sitios de Sudamérica.
Para el Mosad, el ataque fue realizado por tres personas, dos de las cuales se encuentra vivas. El agente muerto sería Imad Mughniyeh, jefe de la unidad terrorista, quien murió en una operación conjunta israelí y estadounidense en 2008.
Los atentados fueron desencadenados, siempre según el Mossad, por el asesinato a manos de Israel, de Abbas al-Musawi, el 16 de febrero de 1992. Para responder Hezbolá habría enviado a la Argentina a Hassan Karaki, con un pasaporte brasileño falsificado a Buenos Aires, donde compró la camioneta usada en el primer atentado. El comandante adjunto del grupo fue Talal Hamia, también enviado a Buenos Aires, donde contactó al libanés Muhammad Nur al-Din, que había emigrado a Brasil, y aceptó ser el atacante suicida.
El reporte indica también que el Mossad cometió varios errores y subestimaciones de la información en su poder que facilitaron los atentados. Ante la eventualidad de que pudiera haber intervenido en las operaciones agentes o funcionarios iraníes, el entonces director de la Mossad, Shabtai Shavit, ordenó el monitoreo de la embajada iraní en Buenos Aires, sin detectar ninguna actividad inusual. El informe afirma que, debido a que la red operativa de Hezbolá “no fue expuesta y neutralizada después del ataque a la Embajada de Israel”, pudieron “ejecutar un ataque aún más mortal” en la AMIA.

### Desencadenantes y reacciones
El hecho que desencadenó el ataque a la AMIA, fue un ataque realizado el 2 de junio de 1994, por la Fuerza Aérea Israelí contra un campamento de Hezbolá en Líbano, donde fueron asesinadas 50 personas. El mismo grupo del Hezbolá causó el derribo de un avión de pasajeros panameño al día siguiente, con 21 pasajeros muertos, de los cuales doce eran 12 líderes de la comunidad judía panameña.
Al publicar la noticia, el New York Times concluyó que:

Los atentados en Argentina cambiaron las reglas del juego entre Hezbolá e Israel, y provocó que Israel fuera más reacio a intentar asesinar a altos miembros de la organización por temor a represalias, según cuatro exfuncionarios israelíes. Esa renuencia contribuyó a debilitar la posición de Israel contra Hezbolá a fines de la década de 1990, cuando sufrió grandes pérdidas en Líbano, lo que finalmente lo llevó a retirarse del país en mayo de 2000, dijeron los exfuncionarios. Añadieron que el temor a las represalias fue también una de las principales razones por las que Israel decidió no atacar las instalaciones nucleares iraníes en 2012.

La publicación del New York Times fue recibida con diferentes reacciones en Argentina. El fiscal Sebastián Basso declaró que una publicación periodística era insuficiente y que requeriría una confirmación oficial a Israel y el acceso al informe completo. El presidente de la DAIA, Jorge Knoblovits, sostuvo que la noticia «distrae la investigación». El abogado de la AMIA, Miguel Bronfman, afirmó que «la información carece de la más mínima seriedad». Laura Ginzberg, de APEMIA, consideró que se trataba de un reconocimiento, por parte de Israel, que las agencias de inteligencia fabricaron una versión falsa desde el principio y exigió que abrieran sus archivos.

## Cristina Fernández y el juicio por supuesto encubrimiento

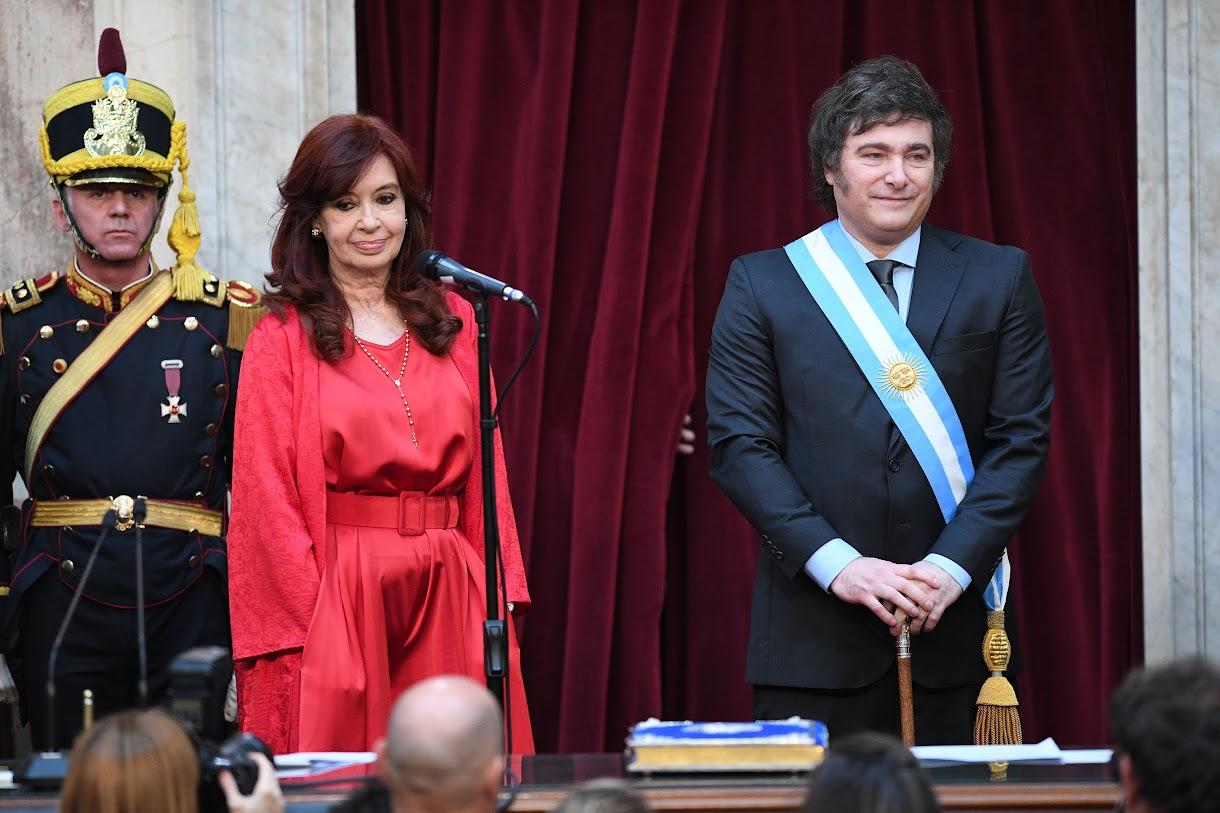
Cristina Fernández junto al actual presidente, Javier Milei

En 2023, la AMIA recibió una amenaza de bomba.
Ese mismo año, en segunda instancia, la Cámara Federal de Casación revocó el sobreseimiento con el que Cristina Fernández de Kirchner se había beneficiado  y ordenó que fuera juzgada por el supuesto encubrimiento por el que la acusaba Alberto Nisman por el memorandum de entendimiento. Los familiares de las víctimas del atentado a la AMIA habían reclamado que se hiciera el juicio oral contra la ex presidenta. Los motivos son que “se atribuye a las personas imputadas la organización de un plan criminal complejo para lograr o favorecer la impunidad de los ciudadanos iraníes sospechados de haber participado en el atentado terrorista a la sede de la AMIA a través de dos canales paralelos, uno formal -con la suscripción del memorándum de entendimiento- y otro informal, con negociaciones no oficiales”.
El 5 de diciembre de 2024, la Corte Suprema de Justicia resolvió que Cristina Fernández de Kirchner debía presentarse a juicio oral por  la denuncia presentada por el fiscal Alberto Nisman antes de ser asesinado, en la causa que investiga la firma de un memorándum de entendimiento con Irán como un acto de encubrimiento para proteger a los sospechosos iraníes del atentado a la AMIA. 

## Fallo de la Corte Interamericana
El 14 de junio de 2024, la Corte Interamericana de Derechos Humanos condenó al Estado argentino por múltiples violaciones en perjuicio de las víctimas del atentado y sus familiares, incluyendo haber sufrido discriminación y vulneración de los derechos a las garantías judiciales, a la protección judicial  y al acceso a la información. La demanda había sido realizada por la asociación civil Memoria Activa.
La Corte impuso al Estado argentino catorce reparaciones, incluyendo el reconocimiento público de su responsabilidad; la realización y proyección nacional de un documental coordinado por las víctimas o sus familiares, sobre las violaciones constatadas y el impacto que tuvieron en las víctimas; la creación de un archivo histórico accesible a todo el público, sobre los hechos del atentado, la investigación, su encubrimiento y el rol de las asociaciones de víctimas, para  el  esclarecimiento de la verdad; la capacitación de los fiscales federales a la luz de las violaciones constatadas en el juicio; desclasificación de documentos secretos; pleno acceso a las víctimas a todos los procesos judiciales, investigaciones y  expedientes judiciales y administrativos relacionados; creación de un área específica de análisis de la totalidad de la documentación de inteligencia.
La Corte concedió al Estado argentino un año para informar sobre las medidas adoptadas para cumplir la sentencia.
En 2025, con cuatro de los acusados en altos cargos del gobierno iraní, la Unidad Fiscal AMIA solicitó que se aplicara un nuevo régimen procesal, que permitiría que se lleve a cabo el juicio en ausencia para diez imputados declarados rebeldes y con pedidos de captura internacional. El Juez Daniel Rafecas  habilitó la aplicación de la nueva ley que sancionaba la posibilidad de un juicio en ausencia para determinados casos penales de crímenes graves, lo que podría llegar a abrir las puertas para un juicio en ausencia. Irán protestó.